# Livre d'heures de la famille Berbisey
Le Livre d'heures de la famille Berbisey est un manuscrit enluminé de la fin du XVe siècle, il est attribué à l'atelier des Changenet situé à Dijon. Ce livre d'heures a été commandé par un membre d'une famille bourgeoise importante de la ville, les Berbisey, marchands, officiers municipaux et magistrats notamment connus pour leur activité de mécènes. Il est conservé à la Bibliothèque municipale de Dijon sous la cote ms 3765.

## Histoire de la commande du manuscrit

### Une œuvre de l'atelier Changenet
Le manuscrit est attribué à l'atelier du « Maître des Prélats bourguignons ». Cet artiste doit son nom de convention à l'historienne de l'art Nicole Reynaud, qui l'identifie en 1975. Il s'agit d'un peintre, probablement à la tête d'un atelier, actif à Dijon à la fin du XVe siècle et remplissant des commandes religieuses, d'abord auprès d'hommes d'églises locaux avant que sa clientèle s'étende à la noblesse.

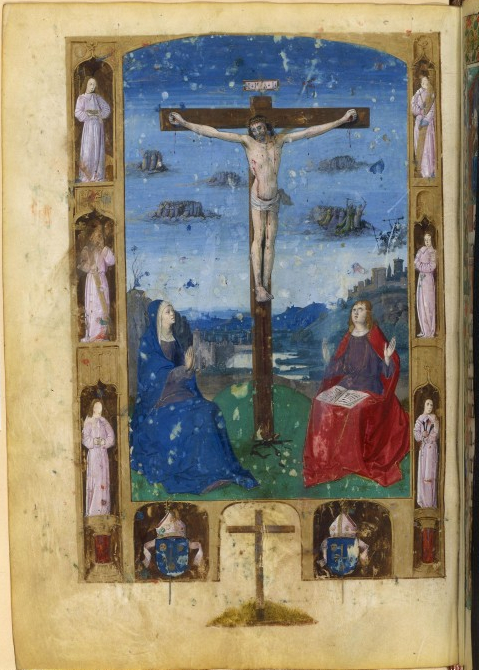
Crucifixion tirée du Missel de Richard Chambellan, attribué au Maître des Prélats bourguignons, vers 1480, BnF (Lat. 879).

Les recherches les plus récentes identifient le Maître des Prélats bourguignons à l'atelier des Changenet,,, implanté entre Dijon et la Provence,.
Le style du Maître se reconnaît notamment aux marges en camaïeux d'or sur fond brun et aux bordures historiées,, bien qu'il varie d'une œuvre à l'autre, ce qui renforce l'hypothèse selon laquelle l'artiste aurait dirigé un atelier. Ces éléments se retrouvent notamment dans un livre d'heures conservé à la bibliothèque de l'Arsenal (ms. 645), et dont la composition de certaines illustrations évoque celle du « Retable de Miraflores », du peintre Rogier Van der Weyden.
Parmi les œuvres les plus réputées du Maître se trouvent le missel de Richard Chambellan, daté vers 1480 et conservé à la BnF (latin 879),, ou encore le missel de Ferry de Clugny, conservé à la bibliothèque de Sienne.

### Les commanditaires du manuscrit: la famille Berbisey
Ce livre d'heures a été commandé par un membre de la famille Berbisey, une importante famille de la bourgeoisie marchande dijonnaise. 

#### Les membres de la famille Berbisey entre lesXIVeetXVIesiècles et leur importance dans la vie politique dijonnaise
La famille Berbisey a tenu un rôle important dans la vie politique dijonnaise. Cette famille, issue de la bourgeoisie marchande, réussit à accéder aux postes judiciaires et administratifs par l’acquisition de titres universitaires. Plusieurs membres de la famille eurent des charges municipales avant de s’implanter durablement dans le nouveau Parlement de Dijon, transféré dans la ville par Louis XI en 1480.
Perrenot Berbisey était marchand d’épices de Dijon ayant vécu au dernier quart du XVe siècle. Les épiciers tenaient un rang éminent dans la bourgeoisie marchande de la ville. Perrenot Berbisey faisait d’ailleurs partie des commerçants traitant avec l'administration ducale pour l'approvisionnement en sel venant des salines franc-comtoise. Ces greniers à sel du duché étaient soumis à la gabelle et représentaient un trafic lucratif. Perennot Berbisey est identifié comme un clerc, ce qui indique qu’il avait dû recevoir une formation scolaire, sans doute élémentaire.
Étienne Berbisey était marchand épicier, comme son père Perrenot, et tenait une place influente parmi la bourgeoisie dijonnaise. Son nom figure dans le compte de Jehan de Pressey, receveur général de Bourgogne pour l’année 1408. Les archives des rôles des feux et des marcs de cette époque montrent qu’il payait 5 sous pour les marcs, ce qui était la cote la plus élevée du quartier et la preuve d’une fortune personnelle conséquente,. En 1430, Étienne Berbisey habite la paroisse Notre-Dame de Dijon d’après le rôle des feux et des marcs. En octobre 1400, Étienne Berbisey épousa Marguerite Poissonnier, fille de Guiot Poissonnier, qui était un épicier de Dijon et maire de la ville entre 1406 et 1409. Le couple eut deux enfants : Étienne II Berbisey et Richard Berbisey.

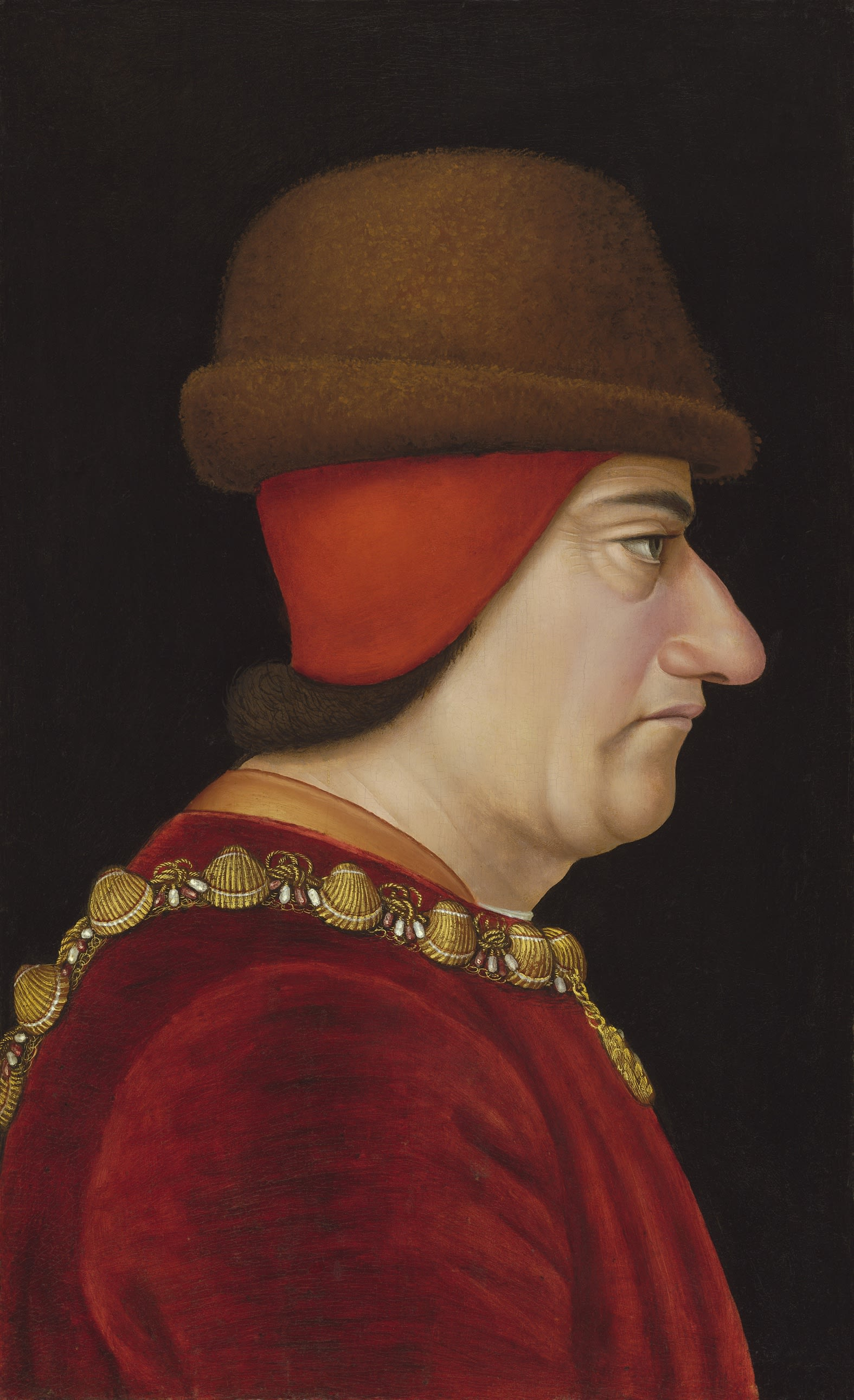
Portrait de Louis, vers 1469, huile sur toile, 33,5×22,2 cm, Jacob de Littemont

Étienne II Berbisey, fils aîné de Étienne Berbisey, quitte le commerce familial et entame l’étude de la jurisprudence. Licencié lès loi, il devient conseiller de la ville en 1453 avant de devenir conseiller du duc de Bourgogne en 1472,. En 1473, il est lieutenant du maire avant d'être élu à la mairie en 1477. Après la mort de Charles le Téméraire, les troupes du nouveau souverain Louis XI entrent dans le duché de Bourgogne sous la direction de sire de Craon qui demande la soumission de la ville,. Étienne II Berbisey se soumet à l'ultimatum. Quelque mois après cette reddition, une émeute dirigée par une parente, Charlotte Vion, éclate dans la ville. Étienne II réussit à l'endiguer, ce qui lui vaut les faveurs du roi. Il resta vicomte-mayeur jusqu’en 1485. À sa mort en 1487 ou 1488, la fortune familiale est établie. En 1449, Étienne II était d’ailleurs devenu propriétaire de la seigneurie rurale de Belleneuve et a arrondi le patrimoine viticole de la famille qui comprend notamment des vignes à Chambolle. Il est également l’acquéreur d’une maison rue Chapelotte, actuelle rue Berbisey. Le frère cadet d’Étienne II Berbisey, Richard, fut quant à lui gouverneur de la Maladière,. Étienne II se maria à Charlotte Vion, fille d’un maître des comptes. En 1465, il s’établit rue de la Parcheminerie, puis rue de Chapelotte et, enfin, rue de Berbisey à Dijon. Il eut plusieurs enfants issus de son mariage. Les enfants d’Étienne II Berbisey tinrent également des fonctions éminentes. L’un de ses fils fut échevin et un autre fut chanoine de la Sainte Chapelle. Ses filles se marièrent pour l’une avec un médecin et, pour deux d’entre elles, à un futur vicomte-mayeur. Claire, l’une de ses filles, épousa Jean de Malesme qui fut conseiller du duc.

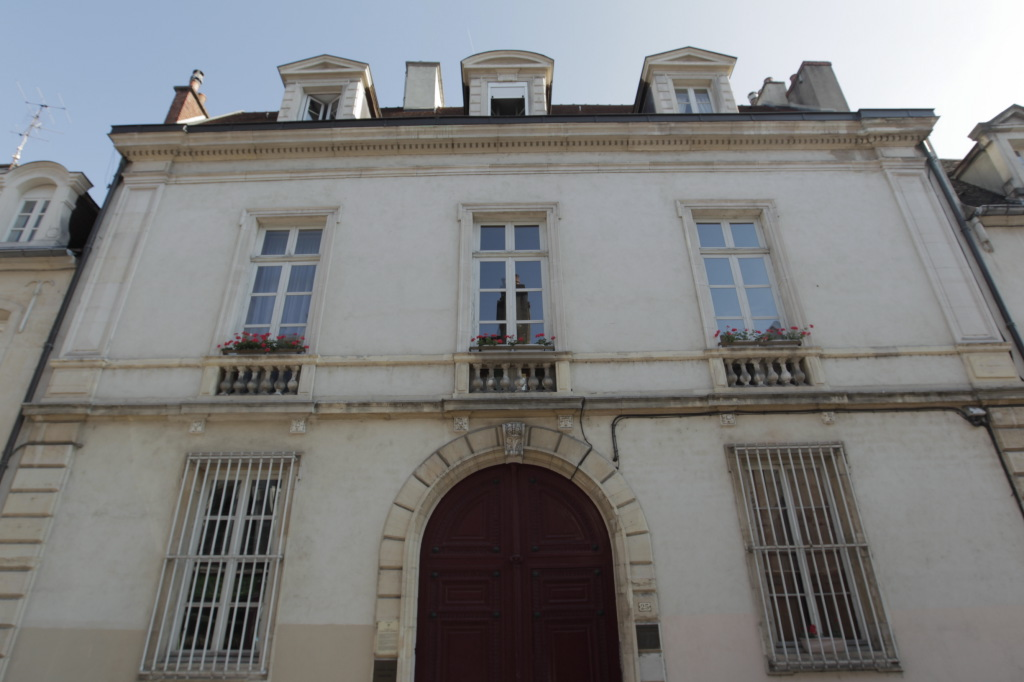
Grand hôtel Berbisey

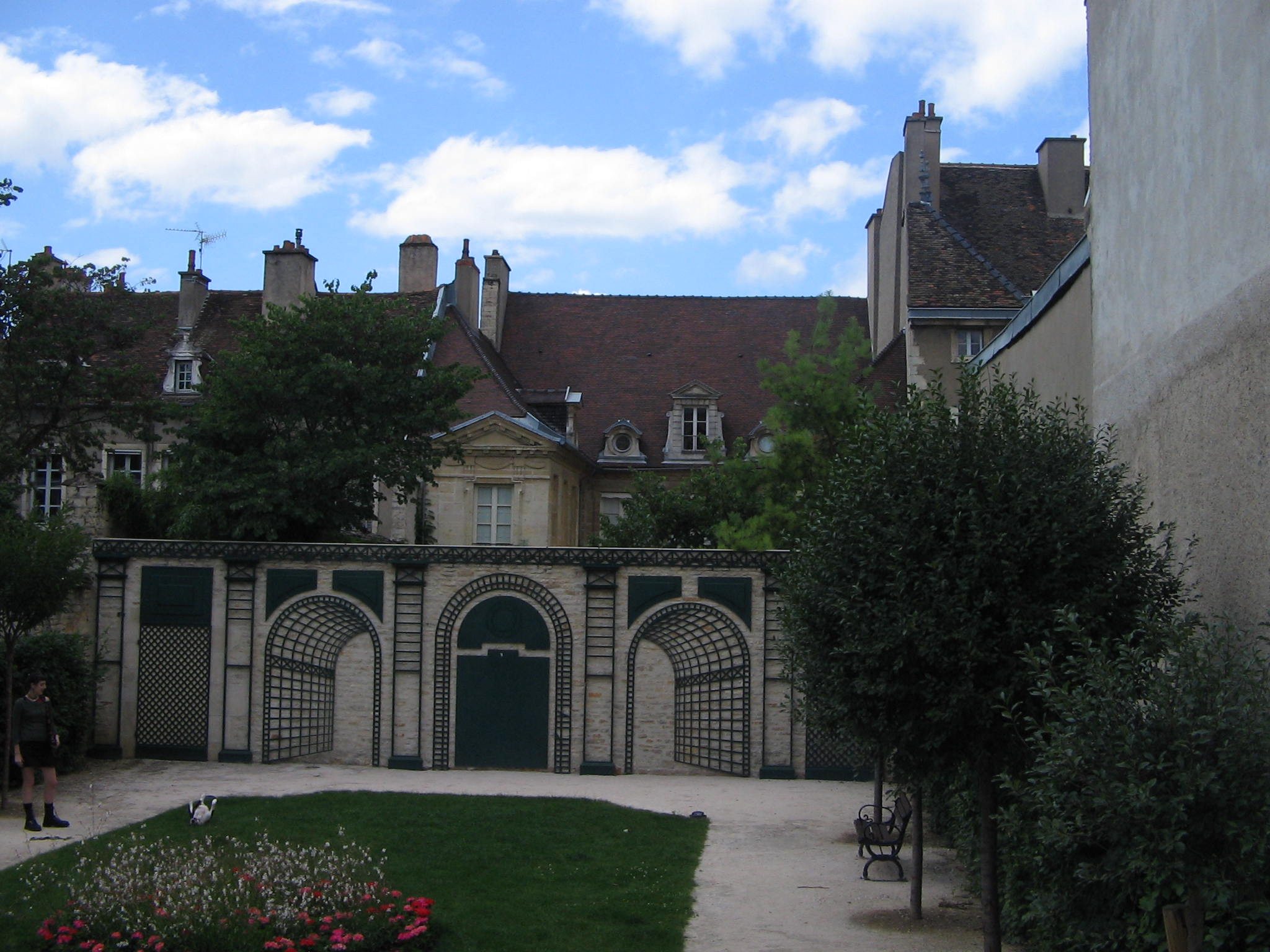
Petit hôtel Berbisey

Thomas Berbisey, l’un des fils d’Étienne II Berbisey, fut secrétaire du roi en la chancellerie et chargé de la gestion des finances royales. En 1480, il est nommé greffier civil des présentations au parlement pour le comté. Il fut également secrétaire de Louis XI et garde de son scel secret,. Le 26 octobre 1481, par lettre de cachet adressée à la Chambre des comptes, il devient commis-secrétaire des finances en Bourgogne. À partir de 1501, il prend la place de son père dans les rôles des marcs de la rue de la Parcheminerie. Il est le commanditaire de l’hôtel rue de Berbisey. Plus tard, ses descendants bâtirent deux hôtels, appelés le Grand hôtel Berbisey  et le Petit hôtel Berbisey.  Thomas Berbisey épousa Marguerite Bonvilain et quatre enfants naquirent de cette union : Étienne III Berbisey, Claude, Guillaume et Jean.
Les fils de Thomas Berbisey briguèrent aussi des places importantes dans la société dijonnaise : Claude Berbisey fut maître des comptes à la Chambre des Comptes de Bourgogne, Étienne IV Berbisey fut conseiller au Parlement et Guillaume Berbisey fut lieutenant civil au bailliage et vicomte de Dijon. En 1563, les trois frères obtinrent une lettre d'anoblissement, mais cette dernière fut contestée. En 1584, leur anoblissement fut confirmé après avoir apporté la preuve que leur ancêtre, Guyot Poissonnier, avait été anobli en 1378. En 1565, les membres de la famille Berbisey entament des travaux au manoir de Belleneuve. Leurs alliances avec de grandes familles leur permirent d’hériter de la seigneurie de Vantaux, venue de la famille de Saulx, qui devient une baronnie en 1622.
Guillaume Berbisey eut plusieurs enfants, dont Perpétuo de Berbisey. En 1585, ce dernier est nommé président à mortier. Jean, fils de Thomas II Berbisey, occupe la place de conseiller à l’instar de son neveu et petit-neveu par la suite. Les fils de Jean occupèrent aussi des fonctions judiciaires et administratives : l’un fut conseiller, l’autre substitut du procureur général. Le fils du premier, Jean, devint président à mortier en 1673. Enfin, Jean Berbisey, le fils cadet de Jean, obtient le poste de premier président en 1715 et le reste pendant près de quarante années.
Les armoiries de la famille de Berbisey sont d’azur à une brebis paissante d’argent, avec pour devise : et factum est ita,.

#### Mécénat artistique des Berbisey à Dijon
Le rôle des Berbisey dans la vie artistique dijonnaise est en partie connu par des sources écrites, en raison de la destruction des œuvres en question. Leur mécénat se trouve aussi lié à la stratégie matrimoniale de la famille, qui contracte des unions avec de puissants marchands.
À partir d'Étienne II, vers 1480, les Berbisey se font inhumer dans l'église des Carmes à Dijon, détruite à la Révolution. Thomas Berbisey fait réaliser le caveau et inscrire le nom des membres de la famille décédés sur une plaque de laiton. La famille est par ailleurs à l'origine de commandes d'objets liturgiques et de manuscrits destinés à l'église, comme lorsqu'ils se faisaient auparavant inhumer dans Notre-Dame de Dijon, à laquelle ils se trouvaient liés par le mariage d'Étienne I Berbisey avec la fille de Guy Poissonnier.
Du point de vue architectural, Thomas Berbisey est à l'origine de la construction de l'hôtel Berbisey, situé rue Sainte-Anne (actuelle rue Berbisey à Dijon). Le style gothique de cet hôtel particulier du XVe siècle se rapprocherait de celui de l'hôtel Chambellan de Dijon dont le propriétaire, Henri Chambellan, aurait été marié à une Berbisey. Deux autres hôtels Berbisey sont édifiés à proximité au XVIe siècle ; l'un d'eux, le grand hôtel Berbisey, est reconstruit au XVIIe siècle.
Le même Thomas Berbisey serait à l'origine de la commande d'un triptyque figurant les membres de sa famille et une incrédulité de saint Thomas. Cette œuvre est perdue et connue par le contrat de commande. Surtout, la Bibliothèque nationale de France conserve un livre d'heures probablement commandé par le même personnage (BnF ms. Lat. 1374): réalisé dans le style tourangeau, il aurait été commandé alors que Thomas se trouvait à Tours en 1483, à un artiste du cercle de Jean Bourdichon.

#### Commanditaire du manuscrit
L'identité du commanditaire du manuscrit demeure inconnue, car plusieurs membres de la famille Berbisey auraient été susceptibles de commander un livre d'heures. Les quatre potentiels commanditaires sont Étienne II, Thomas, Nicolas ou Jean Berbisey.
Ces deux derniers sont des hommes d'église : Nicolas est chanoine de Langres et frère d'Étienne II Berbisey ; Jean est le frère de Thomas Berbisey et chanoine de la Sainte-Chapelle. Néanmoins, les spécialistes considèrent ces deux pistes comme les moins probables : en effet, ces deux membres de la famille Berbisey sont des ecclésiastiques, et ces derniers préféreraient le bréviaire au livre d'heures pour leurs prières.
Les autres hypothèses s'articulent autour des figures d'Étienne II et de son fils Thomas Berbisey, tous deux personnages éminents de la vie politique dijonnaise. Thomas, secrétaire de Louis XI, est le commanditaire d'un autre livre d'heures (BnF ms. Lat. 1374),. C'est pourquoi Marie-Françoise Damongeot-Bourdat semble privilégier l'hypothèse selon laquelle Étienne II Berbisey serait le commanditaire du livre d'heures conservé par la bibliothèque municipale de Dijon, si l'on admet que Thomas possédait déjà un manuscrit de la même typologie.

## Composition du manuscrit

### Contenu
Il s’agit d’un volume sur parchemin, constitué de III-115 feuillets mesurant 220 sur 150 mm. La surface écrite est de 110 sur 70 mm.
Le ms 3765 de la Bibliothèque municipale de Dijon est un livre d'heures typique du XVe siècle, du fait de son contenu et de l’agencement de ses parties. Avant le début du texte, sur les pages de garde ont été apposés les blasons et ex-libris des différents propriétaires de ce dernier. Le contenu du manuscrit s’ouvre sur un calendrier en français (fol.1r - 12v), où sont listés les saints de chaque jour et les fêtes principales. Le reste du manuscrit regroupe des textes écrits en latin, notamment la lecture des quatre évangiles (fol.13r – 18v). Il est d’usage dans les livres d’heures d’avoir plusieurs parties consacrées à la Vierge, telles que la prière à la Vierge, l’Obsecro te (fol.18v – 21v), ainsi que la messe votive de la Vierge (fol.22r – 25v). Viennent ensuite les petites Heures : en commençant par les Heures du Saint Sacrement, Hore de Sacremento (fol.25v – 28r) ; puis les Heures de la Croix (fol.29r – 31v) ; et les Heures de l’Esprit saint, Horæ de Sancto Spiritu (fol 31v – 35r). Ces petites heures sont suivies de l’Office, ou Heures de la Vierge (fol.36r – 81r). Cette dernière partie consacrée aux Heures de la Vierge est la plus importante par son volume. Comme les bréviaires, elle compte huit heures, à savoir : Matines (fol.36r - 46r) ; Laudes (fol.46 v -58 v) ; Prime (fol.59r - 62v) ; Tierce (fol.63r - 66r) ; None(fol.69v - 72v) ; Vêpres (fol.73r - 78r) ; et Complies (fol.78v - 81r). Après les Heures, viennent ensuite les sept Psaumes de la pénitence (fol.83r – 95v), et les litanies, Letania (fol.95v – 100r). Le manuscrit se conclut par l’Office des morts, à l’usage de Rome (fol.101r – 114v),.
| Contenu                          | Folios          | Nombre d'enluminures                                                                                                  | Exemple |
| Calendrier en français           | Fol.1r - 12v    | Vingt-quatre enluminures. Douze pour les signes astrologiques et douze pour les travaux de champs. Toutes marginales. |         |
| Lecture des quatre Évangiles     | Fol.13r - 18v   | Douze enluminures, dont quatre en pleine page.                                                                        |         |
| Prière à la Vierge               | Fol.18v - 21v   | Sept enluminures, dont une en pleine page.                                                                            |         |
| La messe de la Vierge            | Fol.22r - 25v   | Huit enluminures, toutes marginales.                                                                                  |         |
| Les petites Heures               | Fol.25v - 35r   | Dix-neuf enluminures, dont une en pleine page.                                                                        |         |
| Les Heures de la Vierge          | Fol.36r – 81r   | Cinquante enluminures, dont sept en pleine page.                                                                      |         |
| Les sept Psaumes de la pénitence | Fol.83r - 95v   | Vingt-six enluminures, dont une en pleine page.                                                                       |         |
| Les litanies                     | Fol.95v - 100r  | Dix enluminures, dont une en pleine page.                                                                             |         |
| L'Office des morts               | Fol.101r - 114v | Vingt-huit, dont une en pleine page.                                                                                  |         |

### Particularités
Bien que ce manuscrit réponde aux caractéristiques des livres d’heures du XVe siècle, il présente tout de même quelques particularités. Il met notamment en avant les saints locaux, vénérés en Bourgogne, tels que saint Didier (23 mai), saint Claude (6 juin), saint Mammes (17 août), ou encore saint Philibert (20 août). Ils se distinguent des autres saints dans le calendrier car leurs noms sont écrits à l’encre d’or. Il y a également la mention de saints locaux dans la liste des martyrs des litanies, avec cette fois-ci saint Léger (2 octobre), saint Benigne (1er novembre), et de nouveau saint Mammes.

### Feuillets manquants
Plusieurs de ces parties décrites précédemment sont lacunaires, il leur manque souvent le premier ou le dernier feuillet. C’est le cas de la lecture des quatre Évangiles ; de la "Devote oroison a Nostre Dame", ou Obsecro te... ; et de la Messe votive de la Vierge, qui sont incomplètes au début car il leur manque à toutes un feuillet. Il en va de même pour les Heures du Saint Sacrement, pour lesquelles les heures des Matines et le début des Laudes ont disparu. Mais aussi des Heures de la Croix, ainsi que des Heures de la Vierge, incomplètes au début des Matines, également à cause d’un feuillet lacunaire,.
L’absence de ces feuillets est peut-être due au fait qu’ils comportaient des miniatures qui auraient été découpées car elles étaient adaptées à leur utilisation en tant que petits tableaux de dévotion.
De plus, il n’y a pas de mention des suffrages, ces prières aux saints qui sont normalement si abondantes dans les livres d’heures. Cela pose la question de l’état du manuscrit, la recherche aujourd’hui se demande si le manuscrit dans son état actuel est complet, ou s’il manque une partie qui n’a pas été rédigée.

## Matérialité: Étapes d'élaboration du manuscrit

### Textes

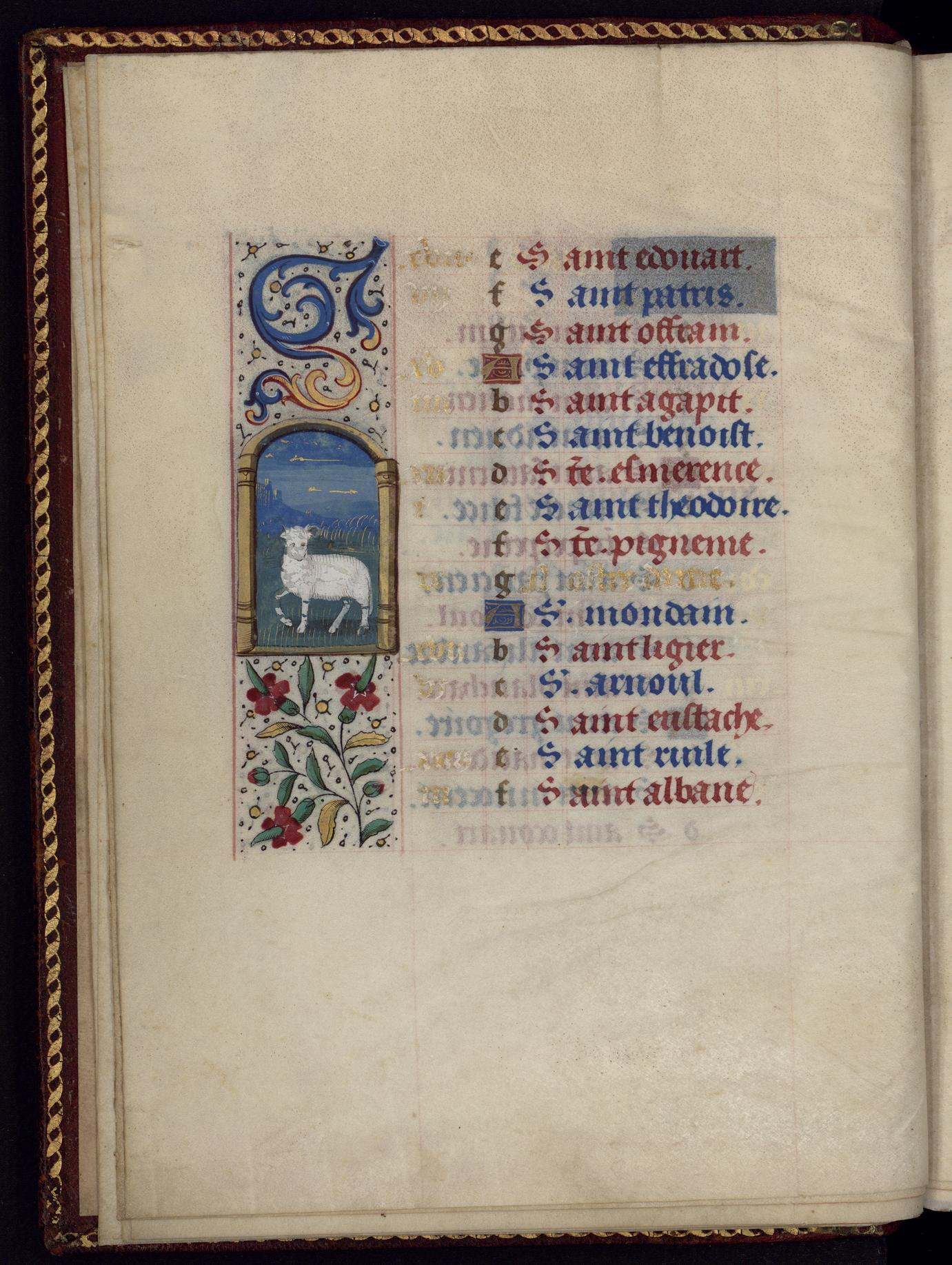
Avril : Signe astrologique du Bélier (enluminure marginale, fol.3v).

Le ms 3765 a été copié sur du parchemin, l’étape de la copie est faite avant celle de la reliure. Afin d'écrire droit, le copiste s’aide de la réglure, cette dernière indique la place dévolue au texte ainsi que celle consacrée aux enluminures. Dans le livre d’heures de la famille Berbisey, la réglure a été tracée à l’encre rose. Elle est discernable sur chacun des feuillets de ce manuscrit, et tout particulièrement sur les premiers feuillets laissés vierges, ainsi qu’au niveau du calendrier (fol.1r - 12v).
Le calendrier (fol.1r - 12v) se distingue du reste du texte par deux éléments. Tout d’abord il est écrit en français et non en latin. De plus, l’encre noire n’est utilisée que pour les lettres « b, c, d, e, f, g » correspondant aux jours de la semaine, la lettre « a » quant à elle est enluminée. En effet, les noms des saints sont soit écrits à l’encre bleue, soit à l’encre rouge, en alternant. Seules les fêtes principales et les noms des saints locaux vénérés en Bourgogne sont copiés à l’encre d’or (chrysograpie).
Le reste du texte qui est en latin est copié à l’encre noire, brunie par le temps, dans une écriture gothique. Les encres noires les plus courantes au  XVe siècle sont de type métallo-gallique. Dans le corps du texte, certains passages sont mis en avant en étant copiés à l’encre rouge (ex : fol.15v). L'emploi d'encres bleue et or est également visible, mais seulement pour les initiales ou parfois sous forme de rubans stylisés à la fin de certaines phrases (ex : fol.41r).

### L'emploi des couleurs
Le Maître des prélats bourguignons utilise dans ce manuscrit du XVe siècle des couleurs franches pour ses miniatures, seuls les arrière-plans sont fondus. En plus d’être franches, les couleurs sont également codifiées. Ce remploi presque systématique des mêmes couleurs pour un même personnage est visible au niveau des vêtements qu'il porte, les couleurs sont identiques d’un feuillet à l’autre. Par exemple, la Vierge porte toujours la même robe mauve sous son manteau bleu. De même pour le Christ qui porte très souvent une tunique pourpre avec parfois par-dessus un manteau rouge. Les prélats quant à eux sont vêtus d'un tissu de brocart d'or.Le blanc est surtout utilisé pour les brebis, les colombes et les vêtements des anges. Le vert se trouve presque exclusivement dans les représentations végétales. La couleur rose elle n’est présente que sur les pétales d’un seul type de fleur. Et les nimbes sont toujours constitués de filets d'or concentriques.
L’un des éléments les plus remarquables dans la maîtrise des couleurs par le Maître des prélats bourguignons, est son utilisation du camaïeu de bruns et de dorés. Il s’en sert à la fois comme cadre architectural pour les pleines-pages, mais aussi parfois dans des enluminures marginales, sous forme d’arcatures, ou bien pour l’entièreté de la miniature comme celle représentant Job sur son fumier au folio 104 recto.

### Reliure
L’aspect originale de la reliure du manuscrit est inconnue. Il s’agissait peut-être d’une reliure aux ais de bois recouverts de cuir estampé ou de velours, munie de fermoirs, comme il était d’usage de le faire à cette époque dans le dernier quart du XVe siècle.

## Iconographie

### Le calendrier
L’iconographie du calendrier est codifiée, il y a toujours dans l’enluminure marginale du folio verso (page de gauche) le signe du zodiaque correspondant au mois de la double-page, et face à lui (page de droite), dans la marge du folio recto les travaux des champs effectués à cette période de l’année. Les deux représentations iconographiques sont systématiquement placées au centre de l’enluminure marginale (délimitée par l’encre rose), encadrées par une architecture dorée. Alternativement, il est possible d'apercevoir aux registres supérieurs et inférieurs des fleurs ou des fruits et des rinceaux d’acanthe qui se répondent d’un feuillet à l’autre.

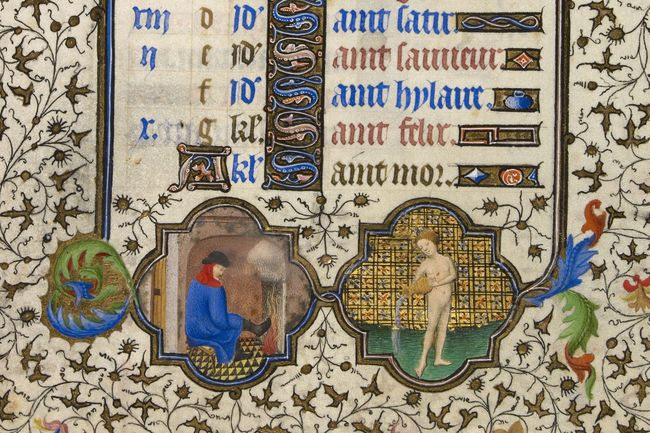
Détail mois de janvier du livre d'heures à l'usage de Paris, Maître dit d'Egerton, 1er quart du 15e siècle, Musée de Cluny

Le calendrier débute avec un folio illustrant un homme au bonnet blanc, chemise rouge et pantalon bleu, se chauffant devant un feu (fol.1r). Il a retiré une de ses chaussures et son pied nu est levé vers la cheminée, ce qui rappelle l'image du Livre d'heure à l'usage de Paris du maître d'Egerton du 1er quart du XVe siècle, conservé au musée de Cluny. Le signe du zodiaque du mois de janvier correspondant, n'apparait qu'à la toute fin, au verso du folio 12, ce qui souligne l'effet cyclique du calendrier. Il s'agit de l'illustration du capricorne.
Le verseau illustrant le mois de février (fol.1v) fait face à un folio où figure le travail des champs du bêchage de la terre (fol.2r).
Au mois de mars, deux poissons dans un lac ou une rivière sinueuse au pied d'une montagne (fol.2v) sont illustrés et sont mis en parallèle avec la taille de la vigne (fol.3r).
Pour le mois d'avril, l'iconographie du zodiaque est le bélier (fol.3v) et un jeune homme dit au bouquet, en habit de fête, avec une coiffure ornée de plumes (à la mode sous Charles VIII) lui fait face (fol.4r).
Le taureau symbolise ensuite le mois de mai (fol.4v) et accompagne une illustration un peu spéciale détaillée dans "les originalités du manuscrit" de cet article : il s'agit de la représentation de la très ancienne coutume de l'Arbre de mai.
Le signe du gémeaux du mois de juin quant à lui, fait face au travail de la fenaison (fol.6r).
Concernant le mois de juillet, le signe du zodiaque qui lui est traditionnellement attribué est celui du Cancer (fol.6v), or dans le Livre d’heures de la famille Berbisey, il a été inversé avec celui du Lion (mois d’août). Les travaux des champs représentés sont ceux de la moisson (fol.7r).
Au mois d’août, au lieu d’avoir le signe du zodiaque du Lion, il y a donc celui du Cancer avec lequel il a été inversé (fol.7v). Dans la marge en face (fol.8r), trois hommes sont représentés en train de battre les blés qui viennent d’être moissonnés, c’est ce qu’on appelle le battage au fléau.
Le mois de septembre s’ouvre bien sur l’enluminure marginale de la Vierge qui est son signe du zodiaque correspondant. Elle est représentée par une jeune femme vêtue d’une robe rouge et assise seule face à une architecture. La couleur des chairs semble être dégradée. L'enlumire en pendant de la Vierge est celle d'un homme dans un champ en train de semer des graines.
Pour signifier le signe astrologique de la Balance (fol.9v), l’enlumineur a pris le parti de la représenter au sein d’une maison, au-dessus d’une femme à la fenêtre. Face à la Balance, le travail du mois d’octobre est le foulage du raisin (fol.10r). Est figuré au premier plan un homme dont les chausses sont retroussées et qui écrase avec ses pieds le raisin qui vient d’être récolté. À l’arrière-plan, sont discernables plusieurs autres personnages en train de cueillir les grappes de raisins dans les vignes.
L’enluminure de la marge du folio 10 verso représente le signe du zodiaque du Scorpion. Face à lui, se tient un homme avec un bâton qui fait tomber des glands pour nourrir des cochons, c’est la représentation iconographique de la glandée. Cette activité est également figurée dans une enluminure des Très Riches Heures du duc de Berry, au folio 11 du mois de novembre.

Enfin en décembre, c'est le Sagittaire et la saignée du cochon qui sont peints dans les enluminures marginales. Le Sagittaire est une chimère constituée de deux pattes griffues rappelant les ergots d’un coq, il a une double queue, un torse de femme et une tête d’homme barbu. Avec ses bras il bande un arc et s’apprête à décocher une flèche. Pour la saignée du cochon, deux personnages sont présents, l’un agenouillé sur le cochon qu’il égorge avec un couteau et le second lui tendant un plateau. 

Enluminures marginales du calendrier
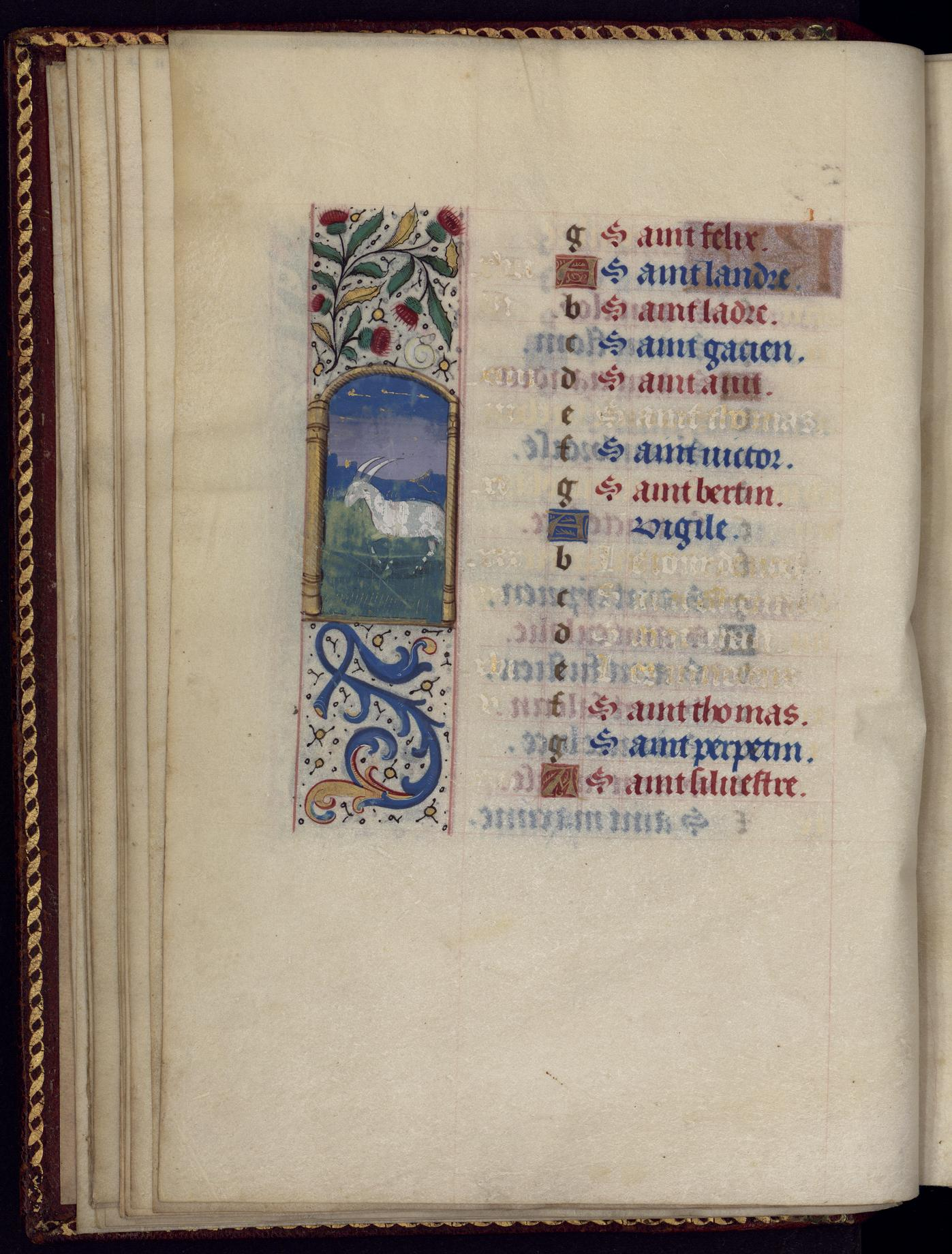
Janvier : Signe astrologique du Capricorne (enluminure marginale, fol.12v).
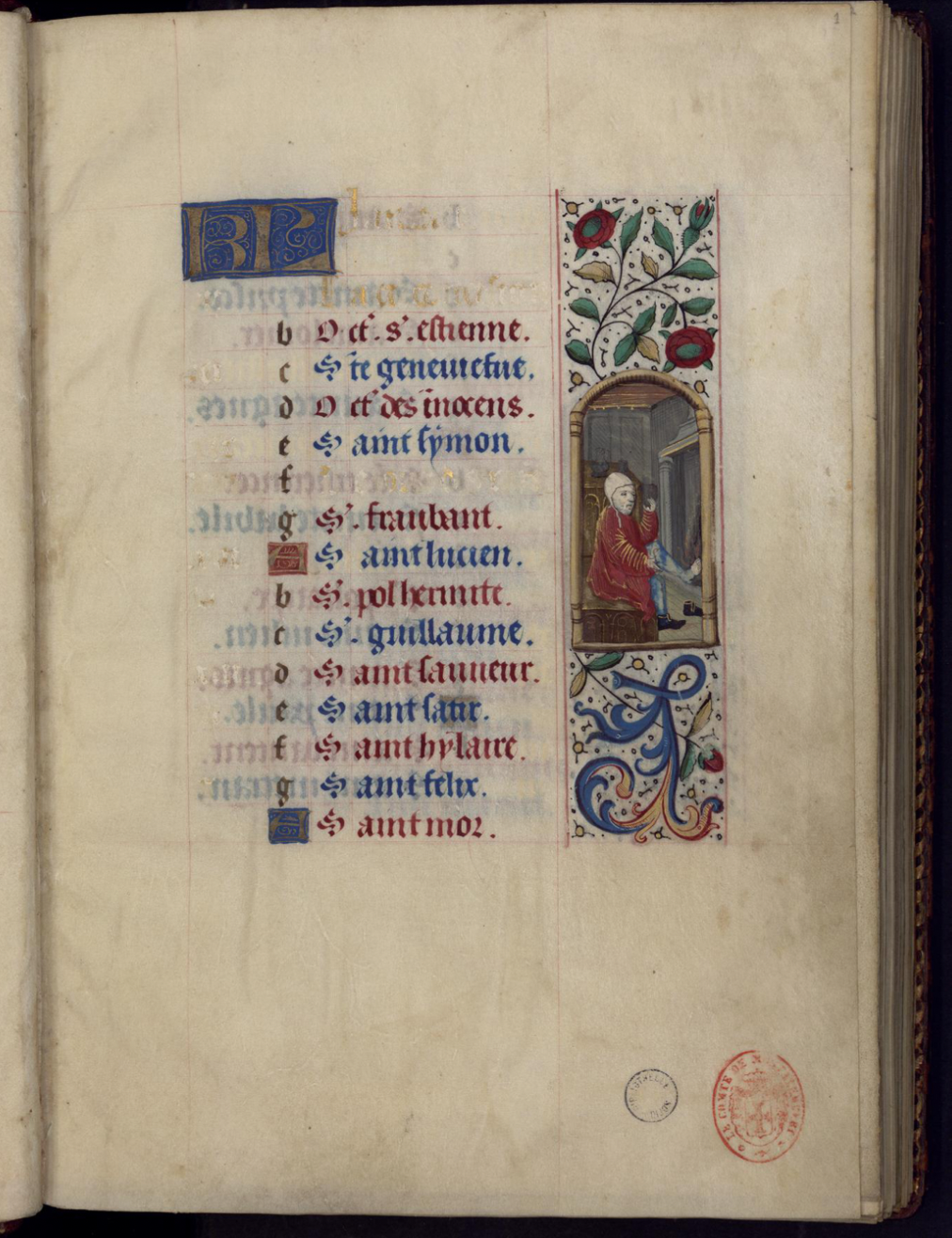
Janvier : Homme se chauffant auprès du feu (enluminure marginale, fol.1r).
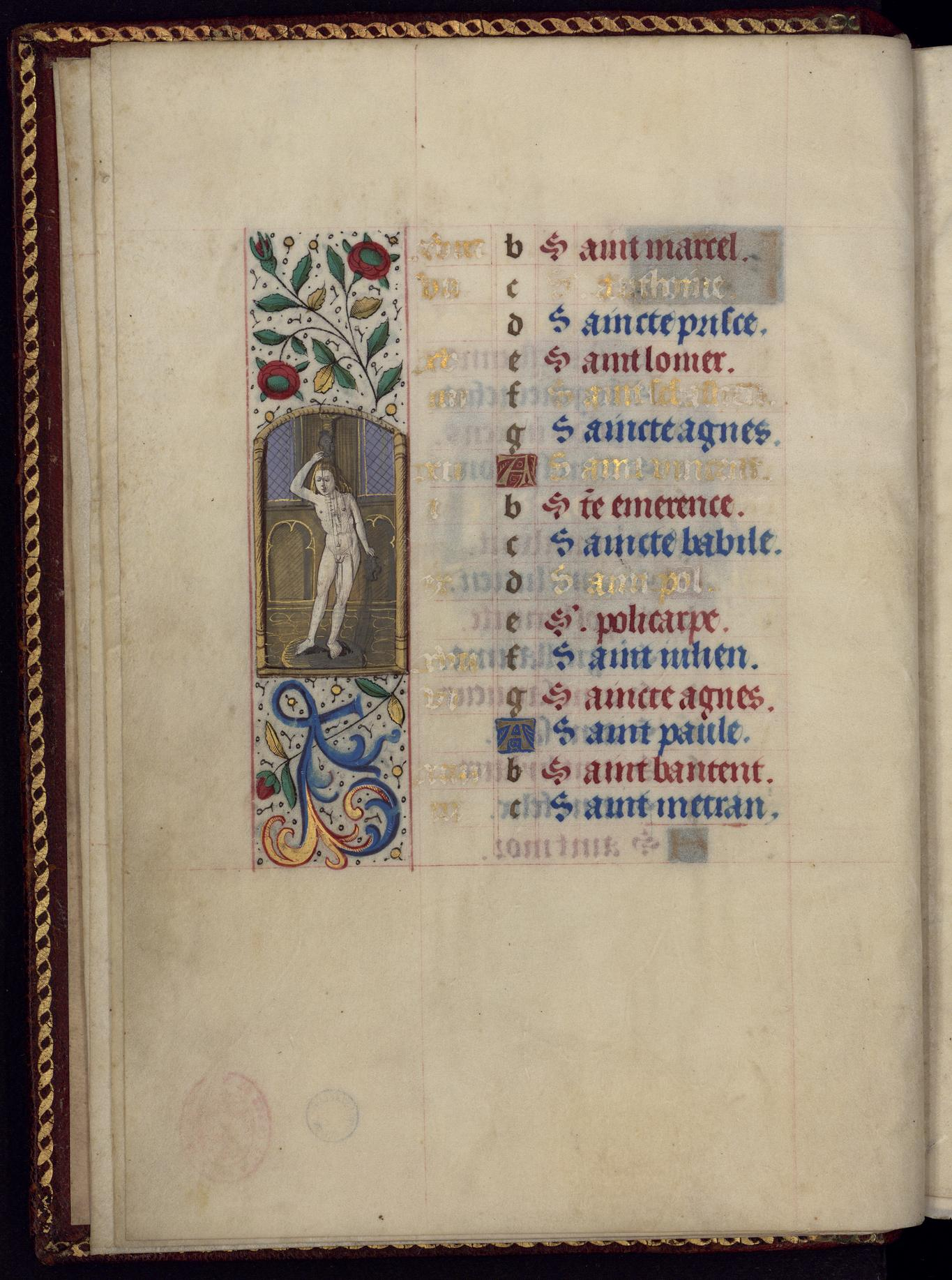
Février : Signe astrologique du Verseau (enluminure marginale, fol.1v).
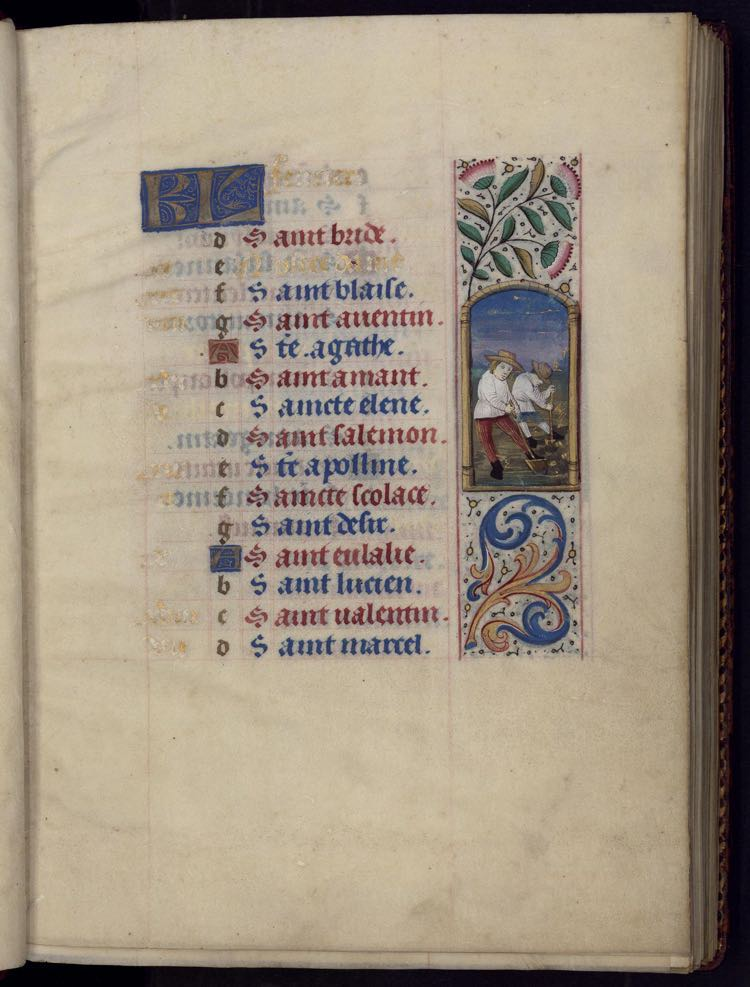
Février : Béchage de la terre (enluminure marginale, fol.2r).
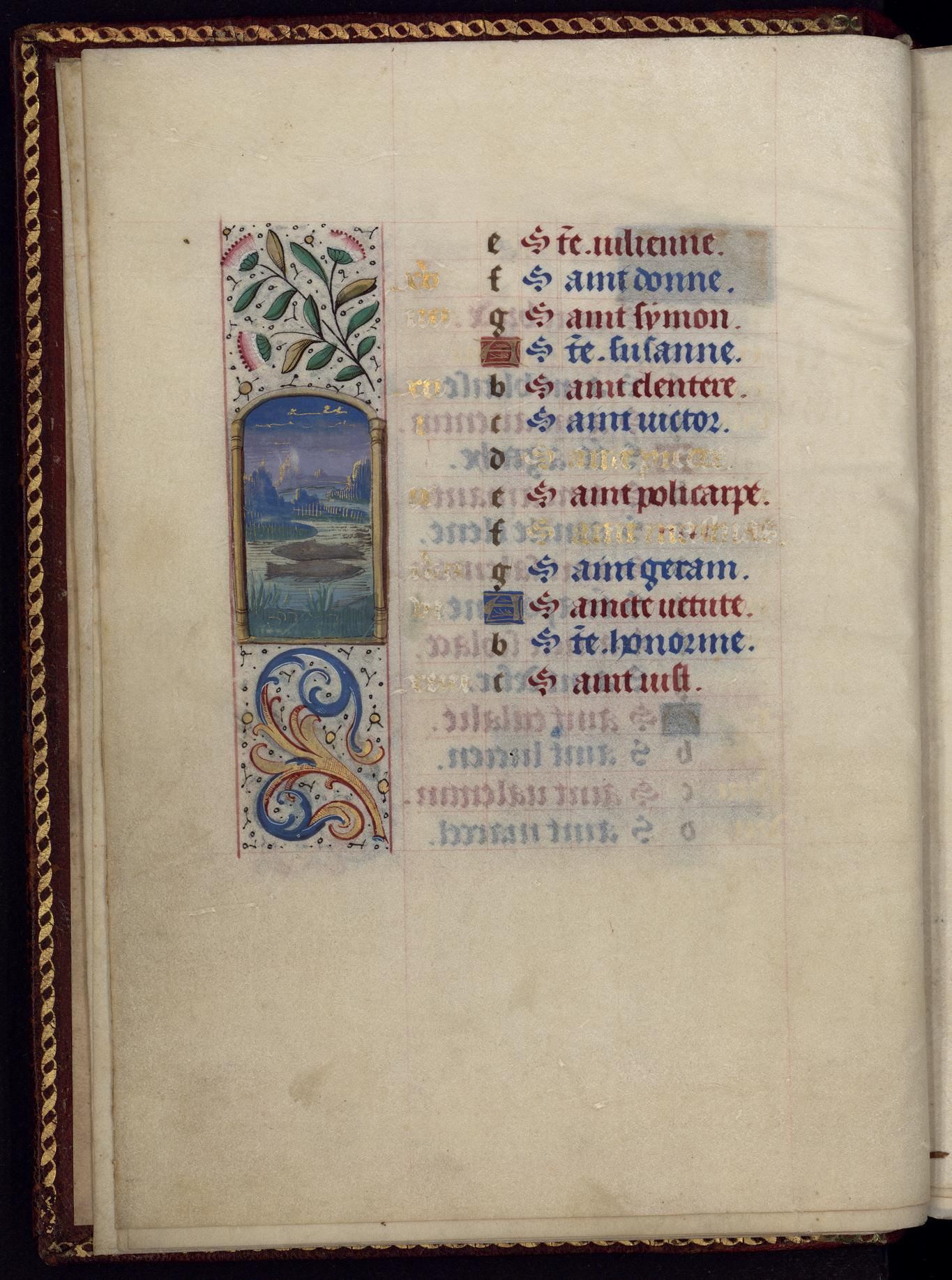
Mars : Signe astrologique des Poissons (enluminure marginale, fol.2v).
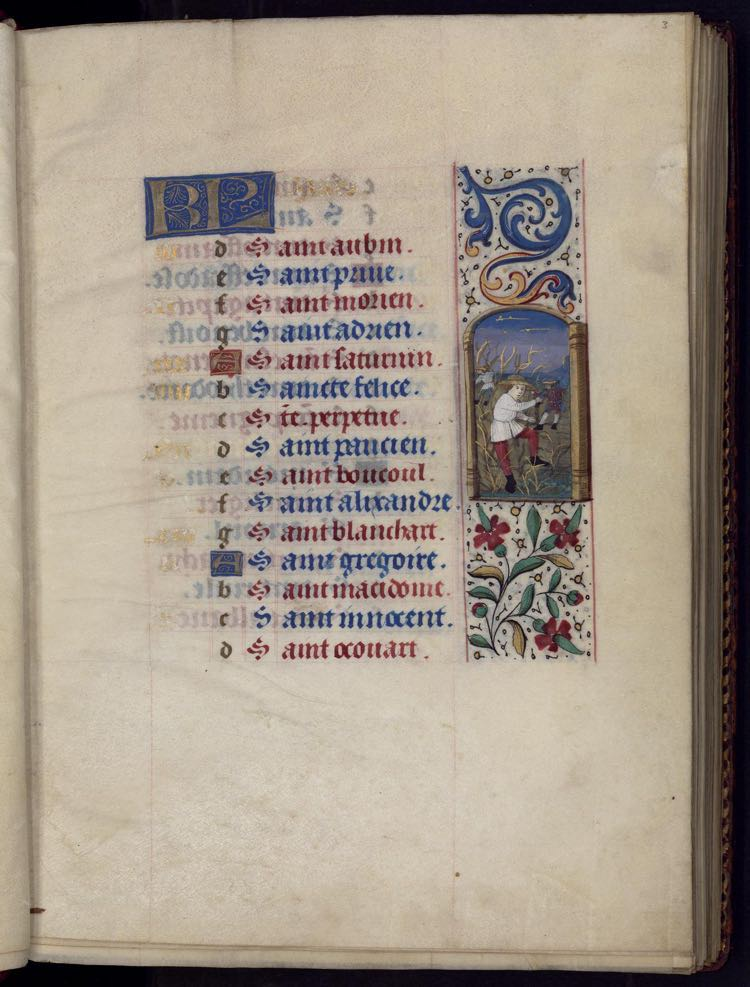
Mars : Taille de la vigne (enluminure marginale, fol.3r).
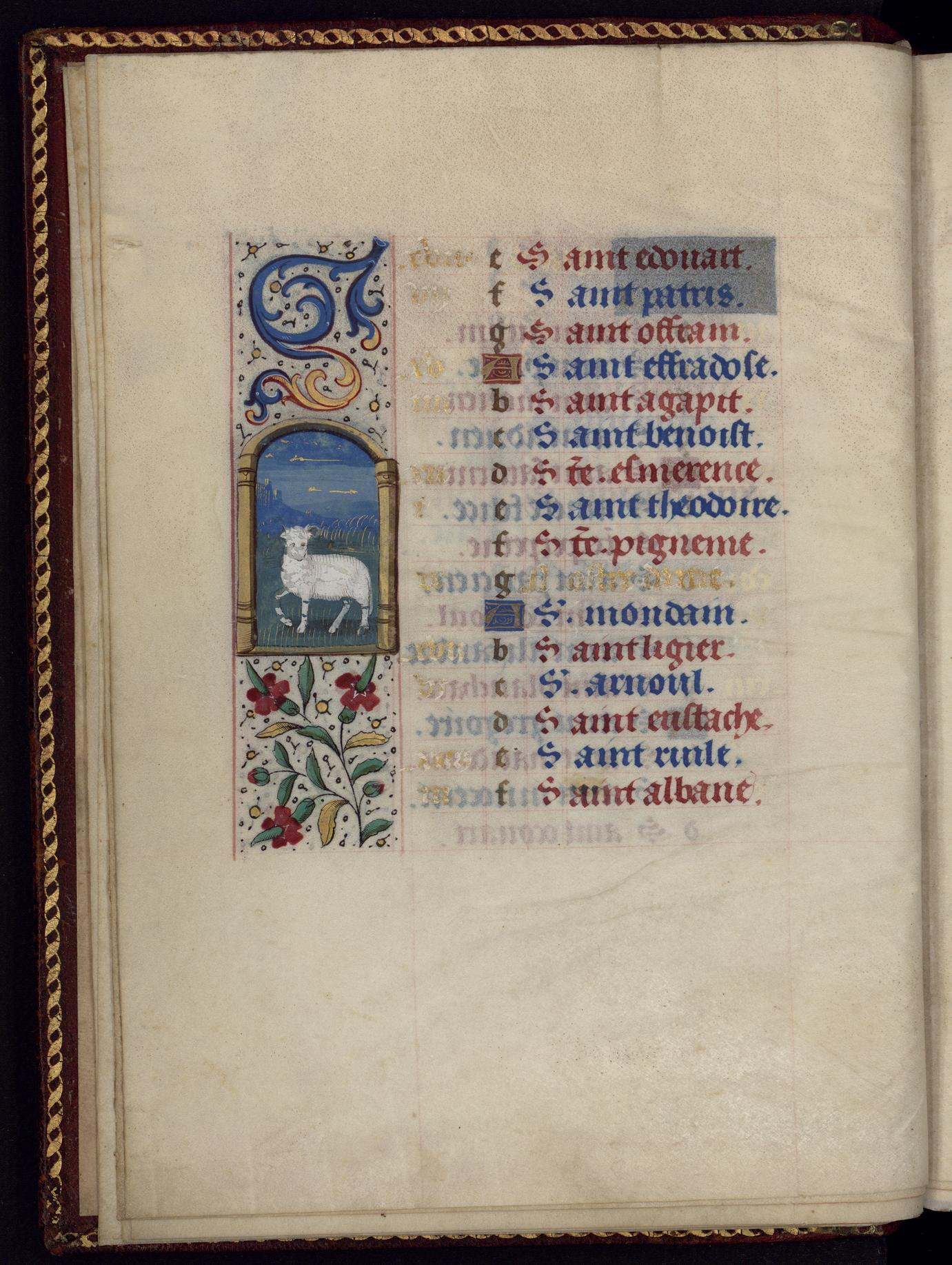
Avril : Signe astrologique du Bélier (enluminure marginale, fol.3v).
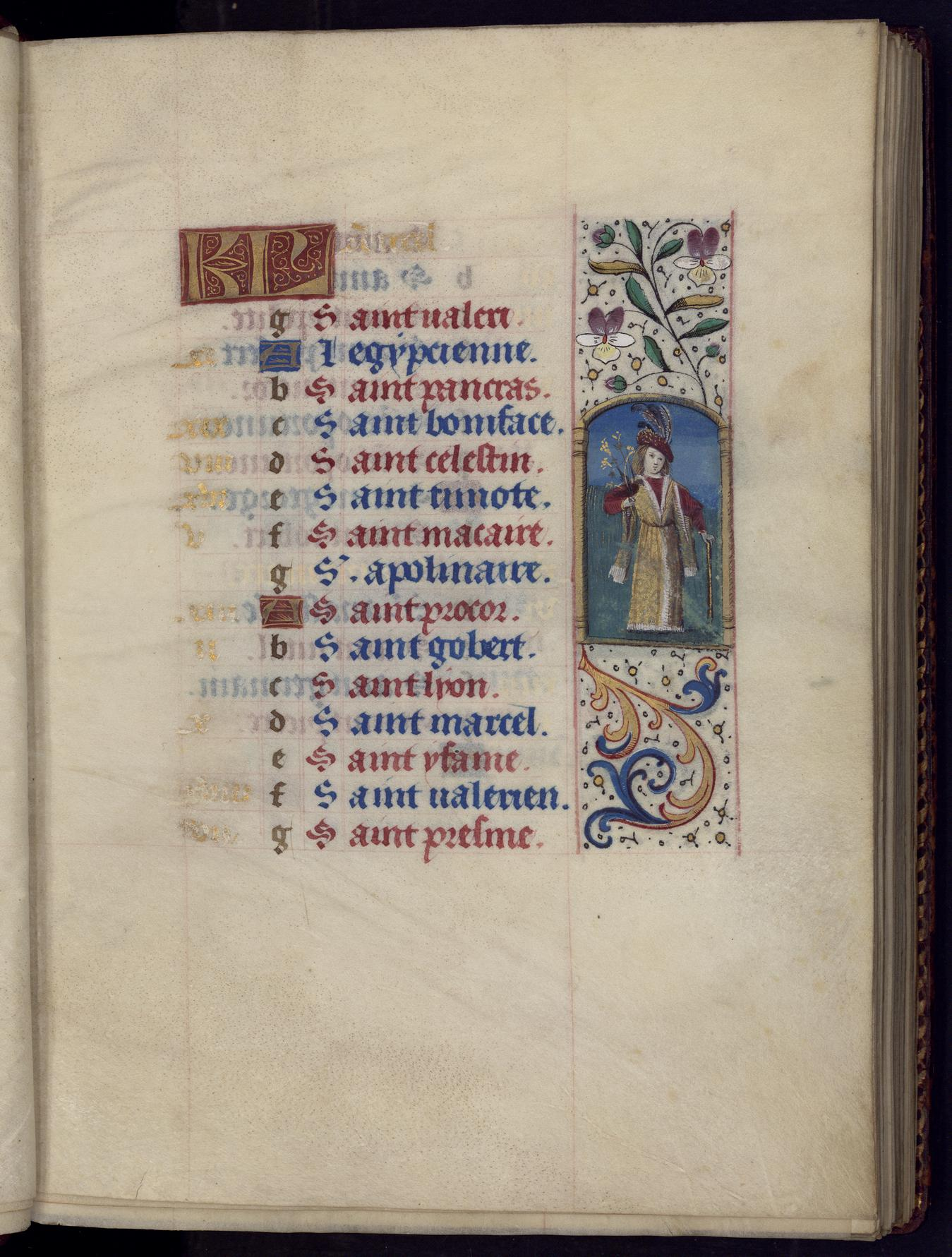
Avril : Jeune homme au bouquet en habits de fête (enluminure marginale, fol.4r).
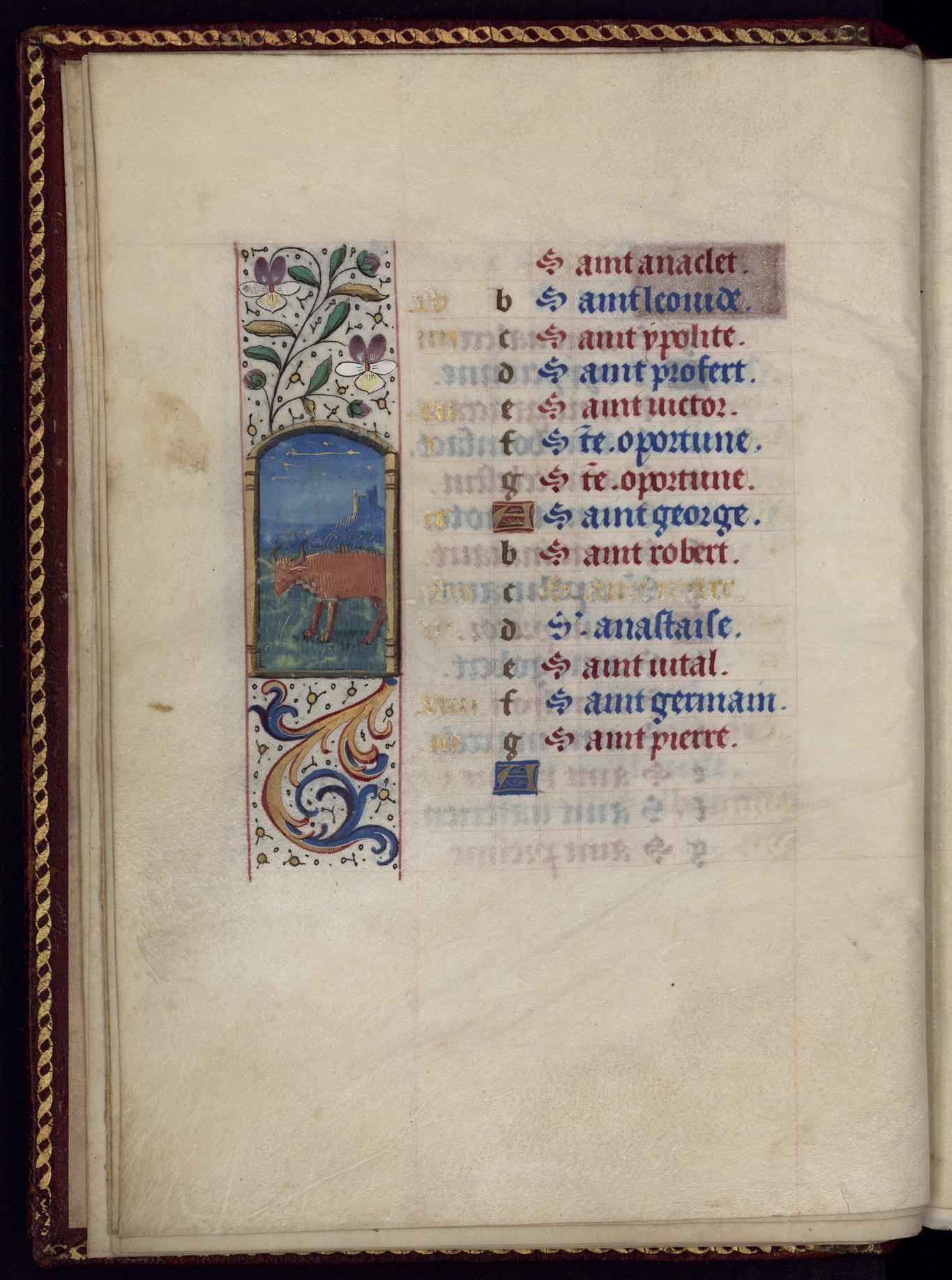
Mai : Signe astrologique du Taureau (enluminure marginale, fol.4v).
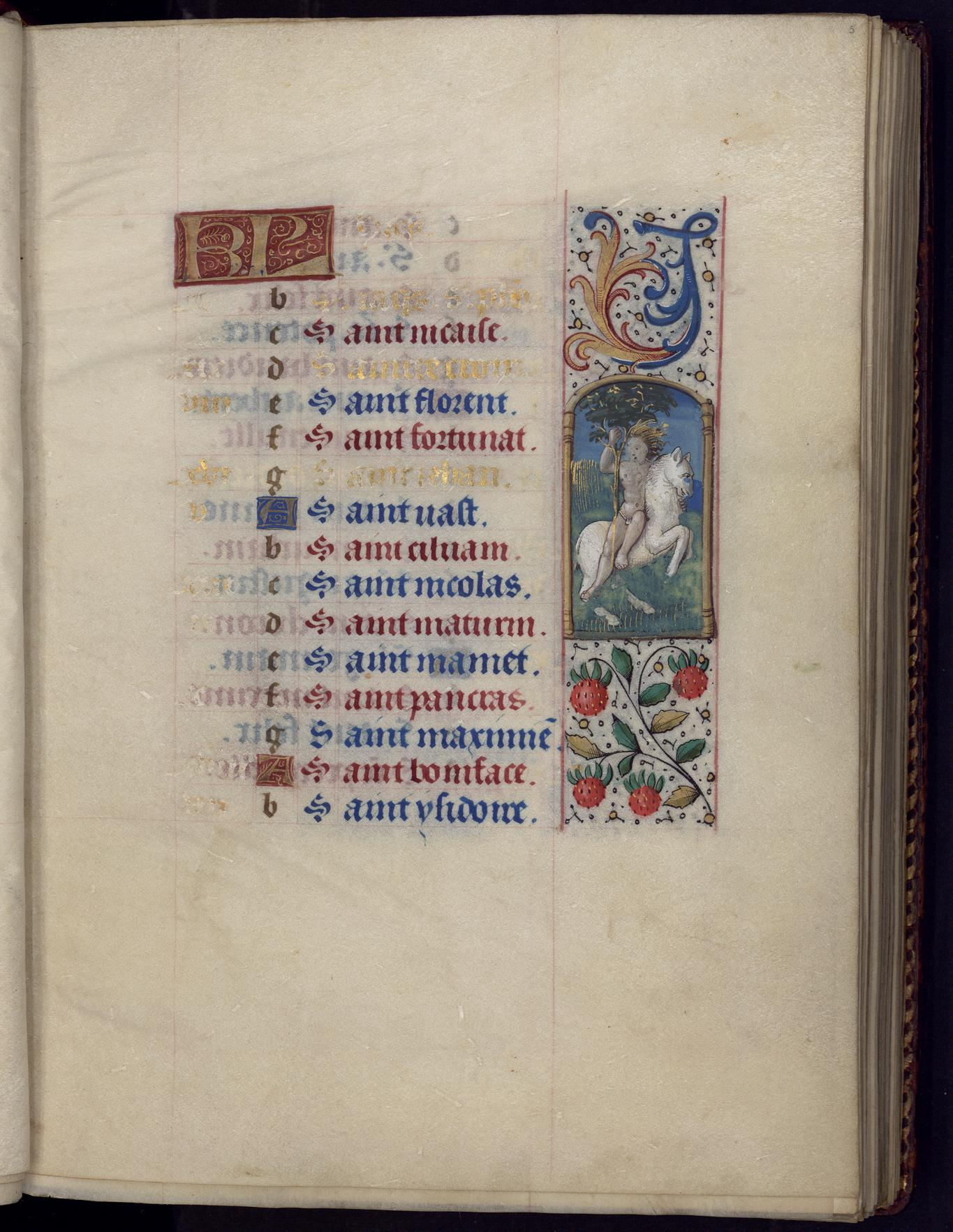
Mai : Jeune homme nu à cheval (enluminure marginale, fol.5r).
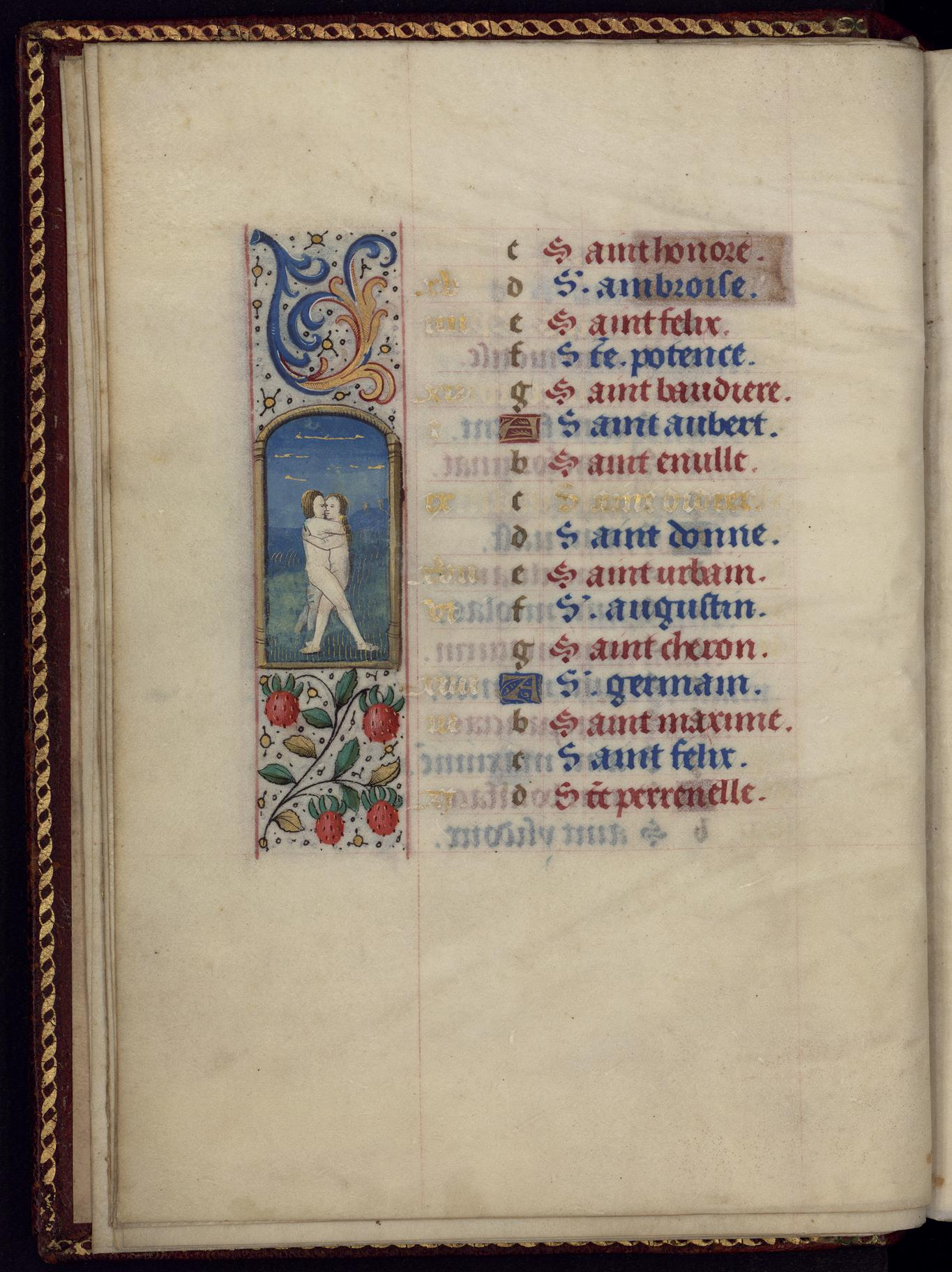
Juin : Signe astrologique des Gémeaux (enluminure marginale, fol.5v).
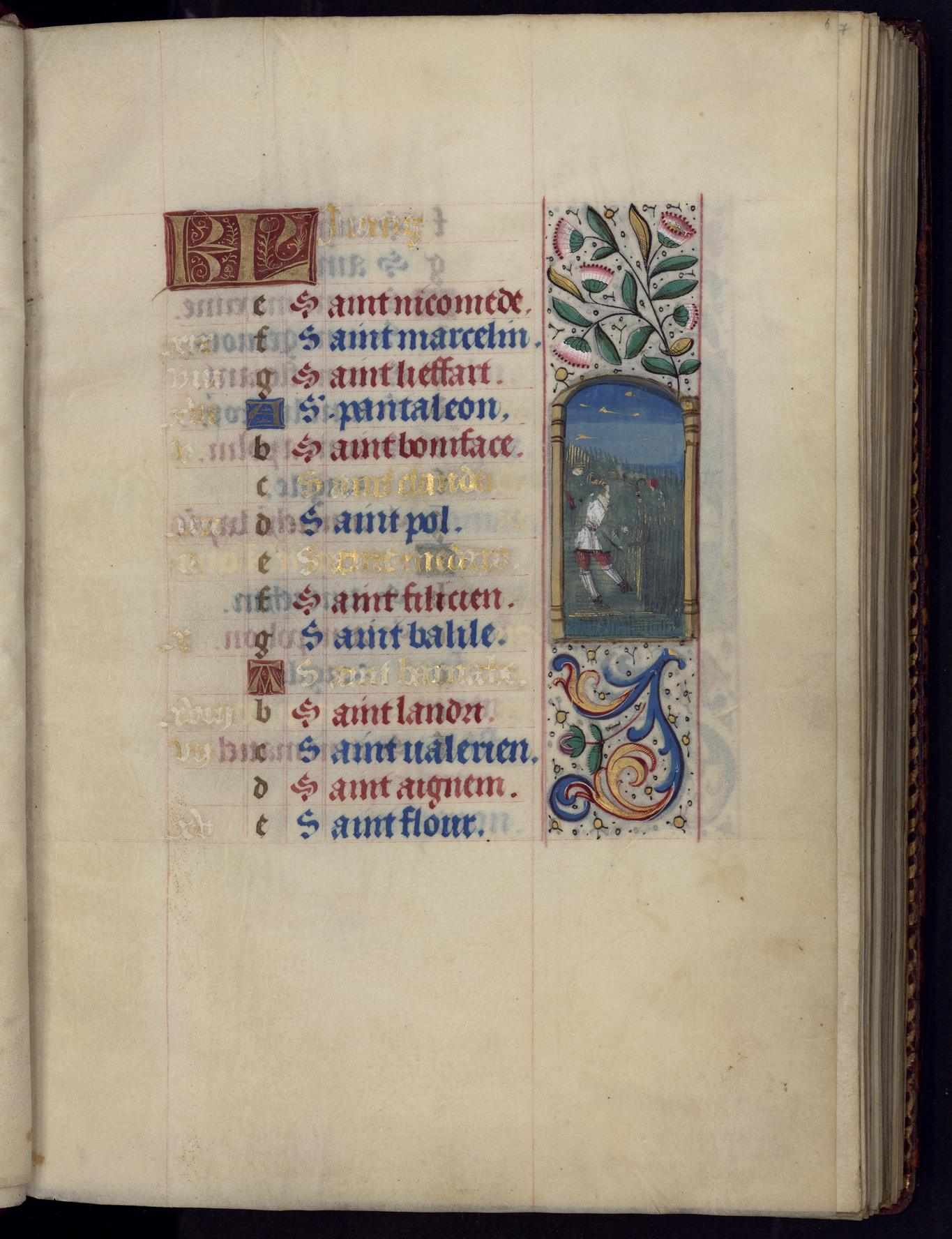
Juin : Fenaison (enluminure marginale, fol.6r).
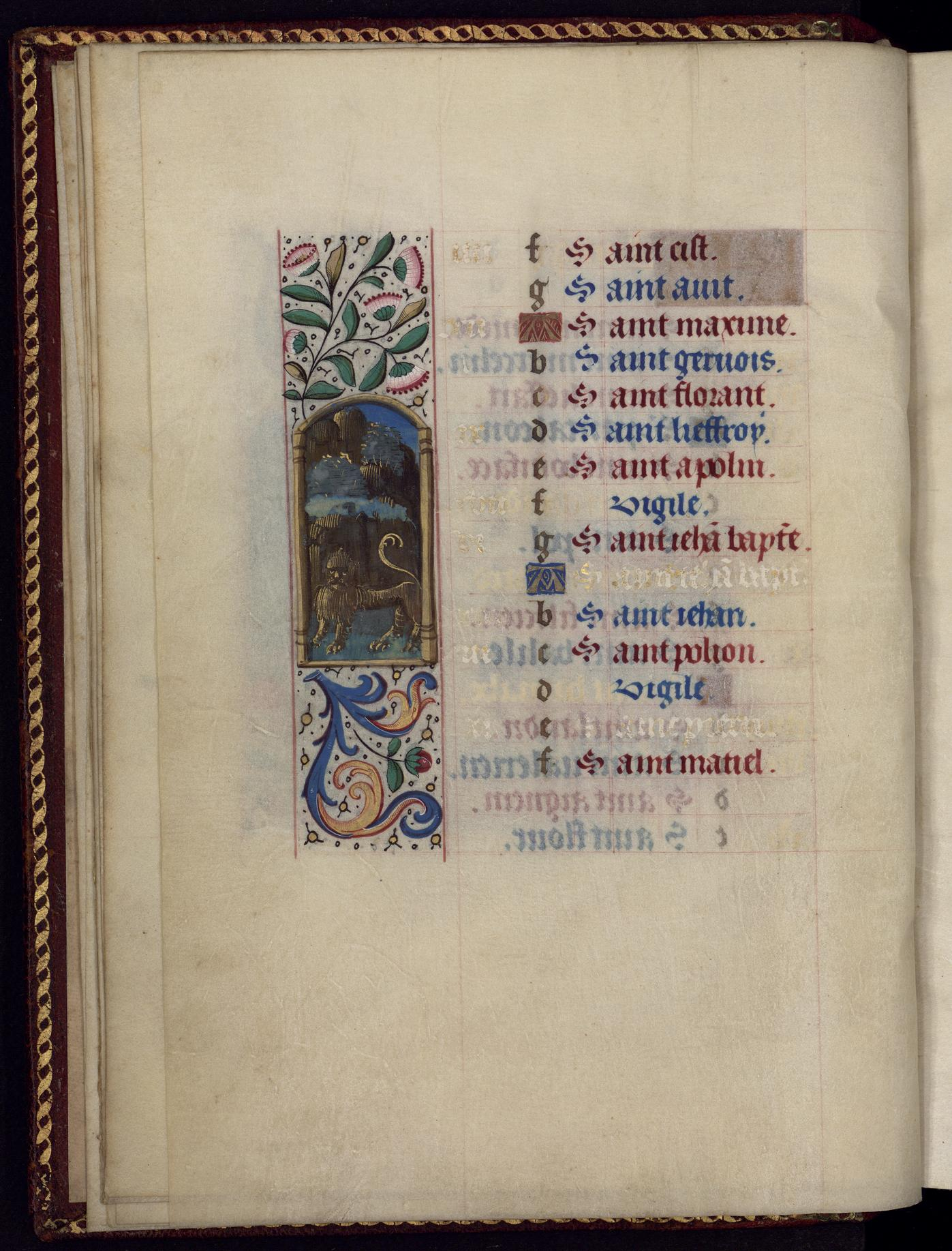
Juillet : Signe astrologique du Lion, (inversé avec celui du Cancer, enluminure marginale, fol.6v).
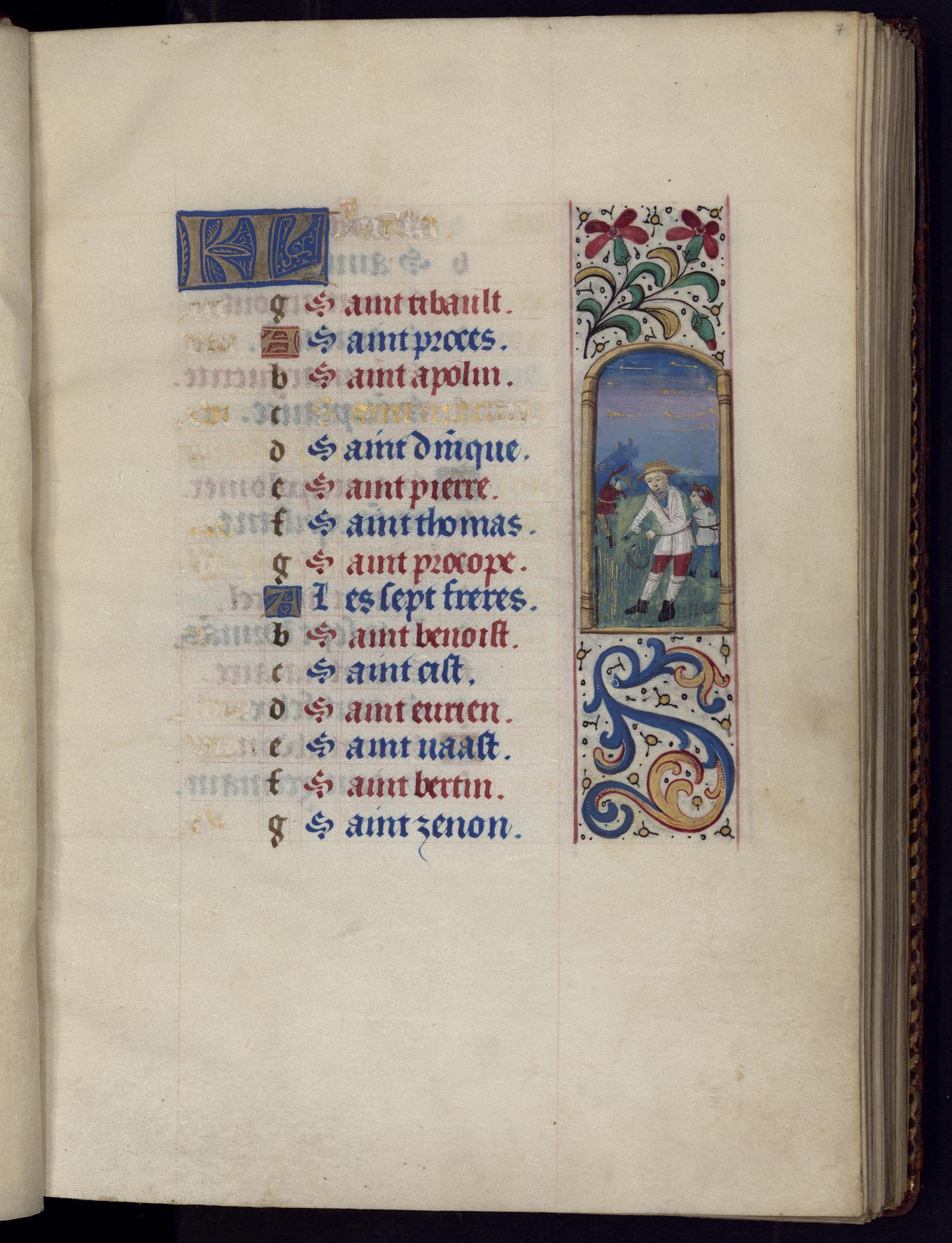
Juillet : Moisson (enluminure marginale, fol.7r).
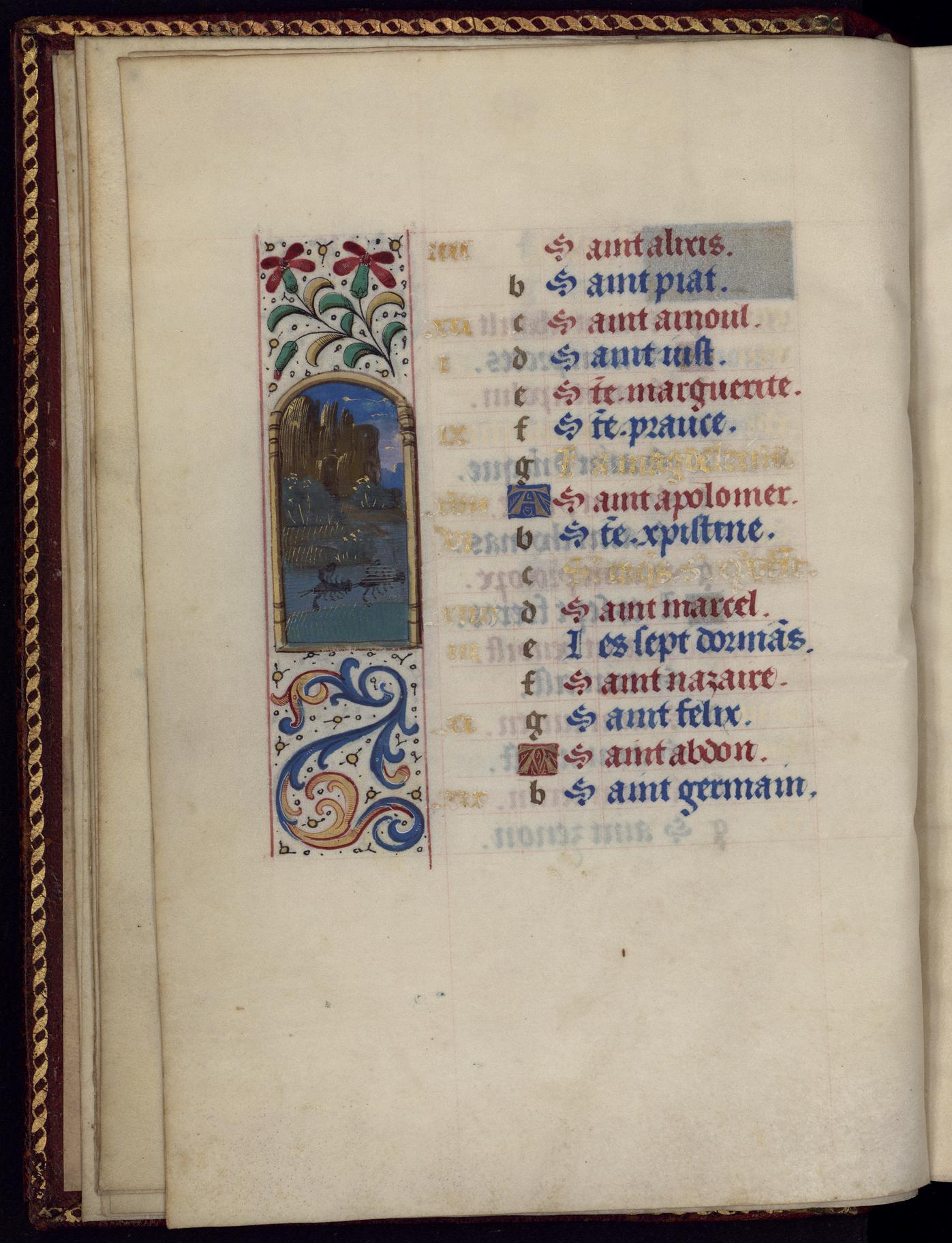
Août : Signe astrologique du Cancer (inversé avec celui du Lion, enluminure marginale, fol.7v).
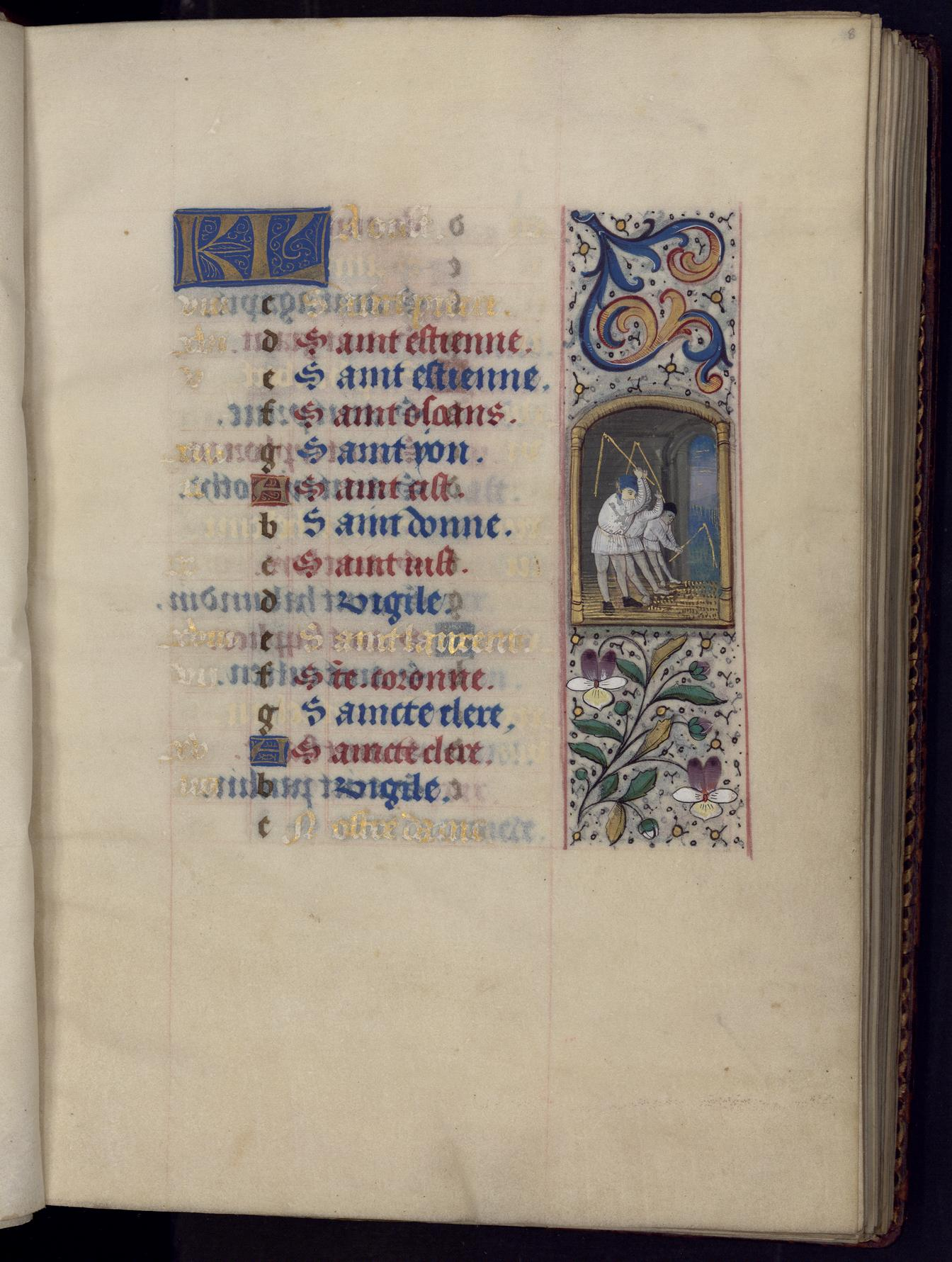
Août : Batteurs au fléau (enluminure marginale, fol.8r).
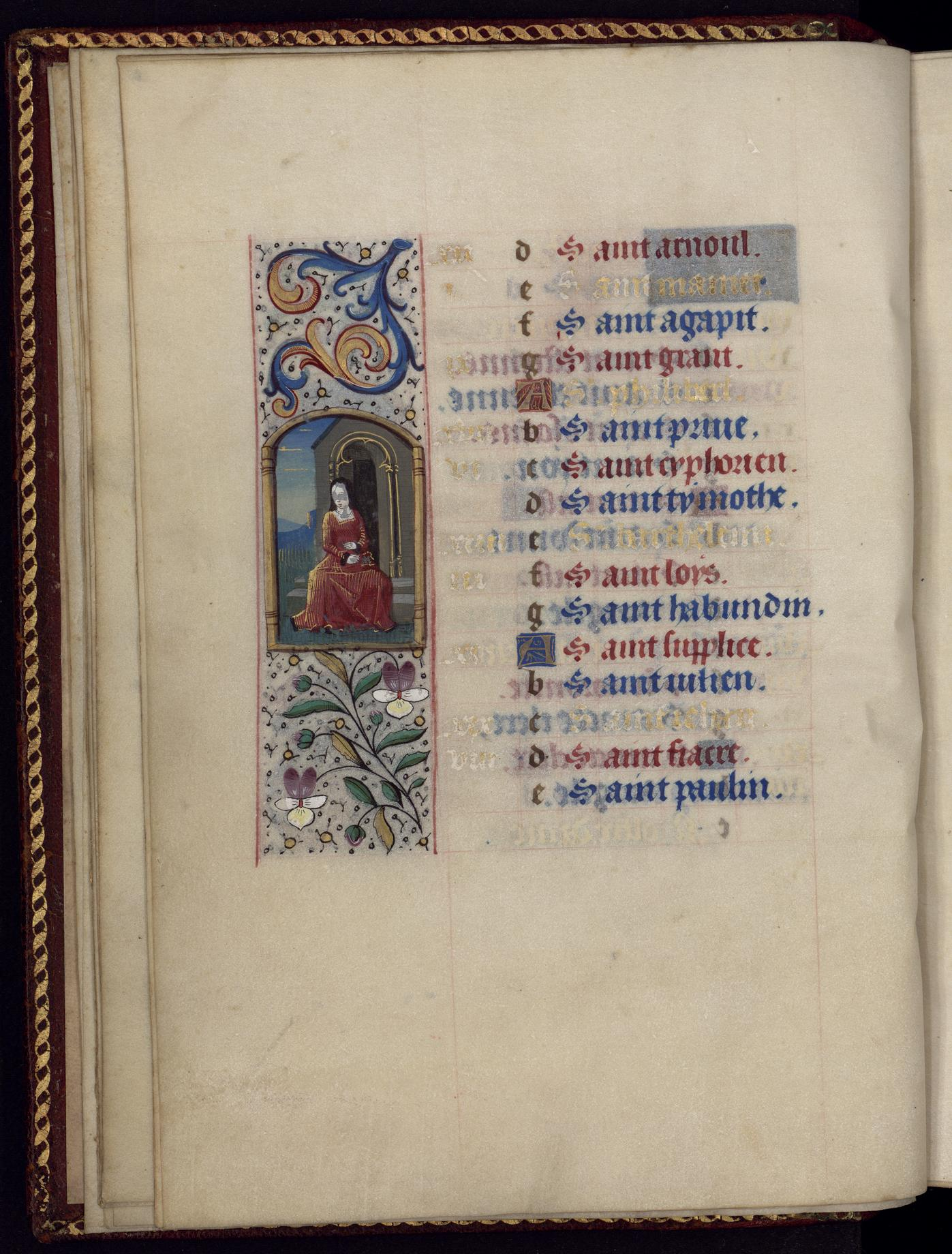
Septembre : Signe astrologique de la Vierge (enluminure marginale, fol.8v).
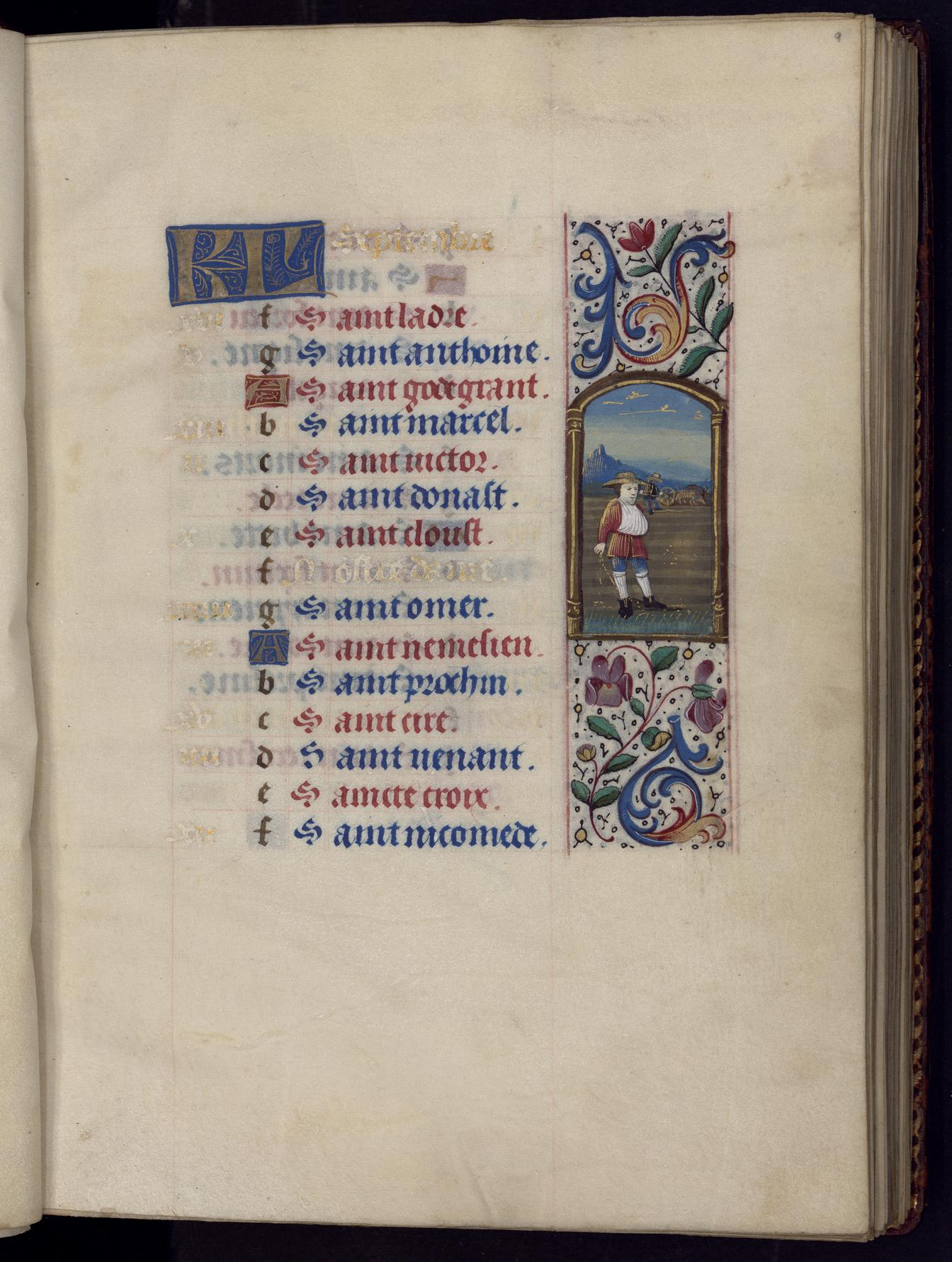
Septembre : Semeur (enluminure marginale, fol.9r).
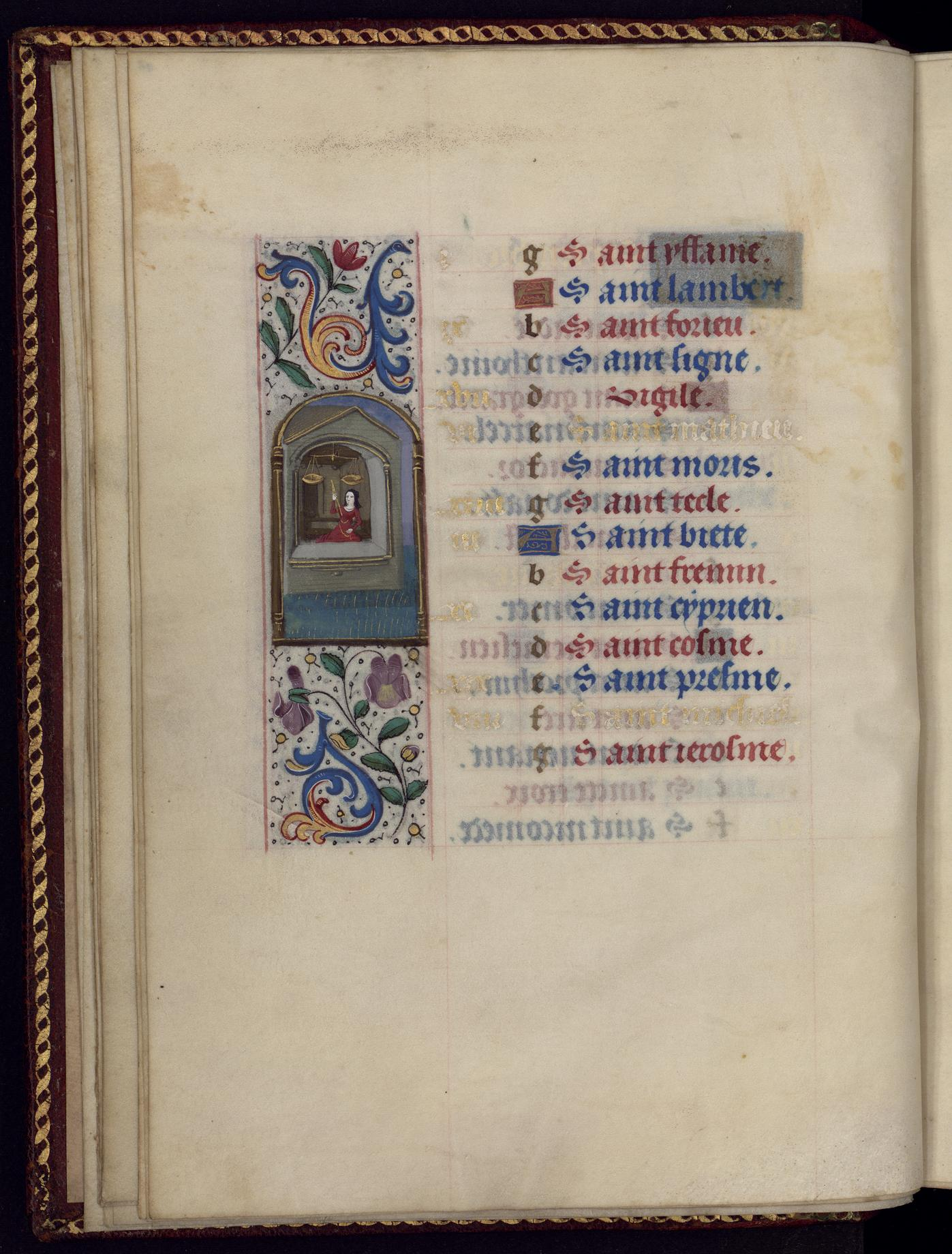
Octobre : Signe astrologique de la Balance (enluminure marginale, fol.9v)
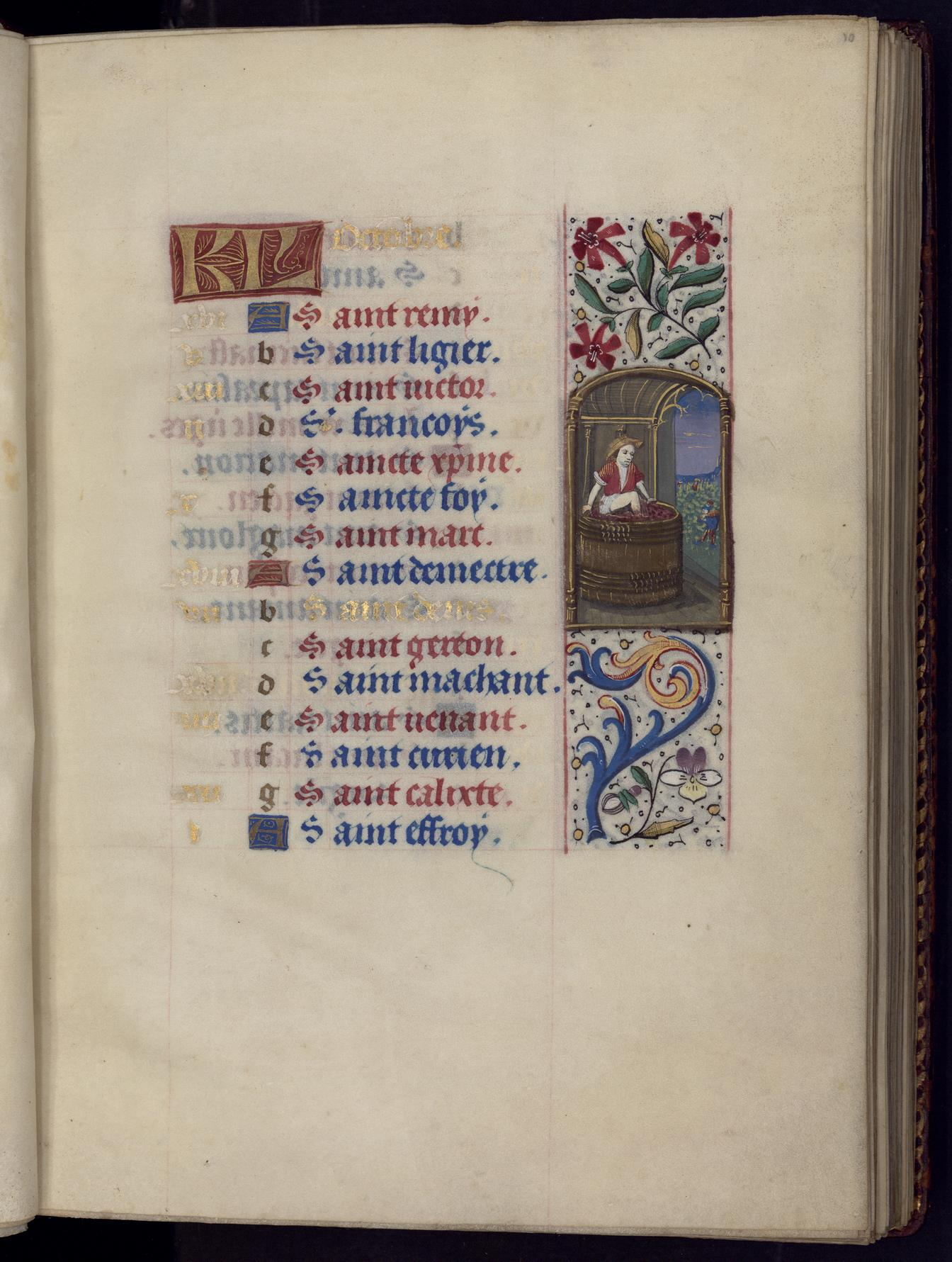
Octobre : Foulage du raisin (enluminure marginale, fol.10r).
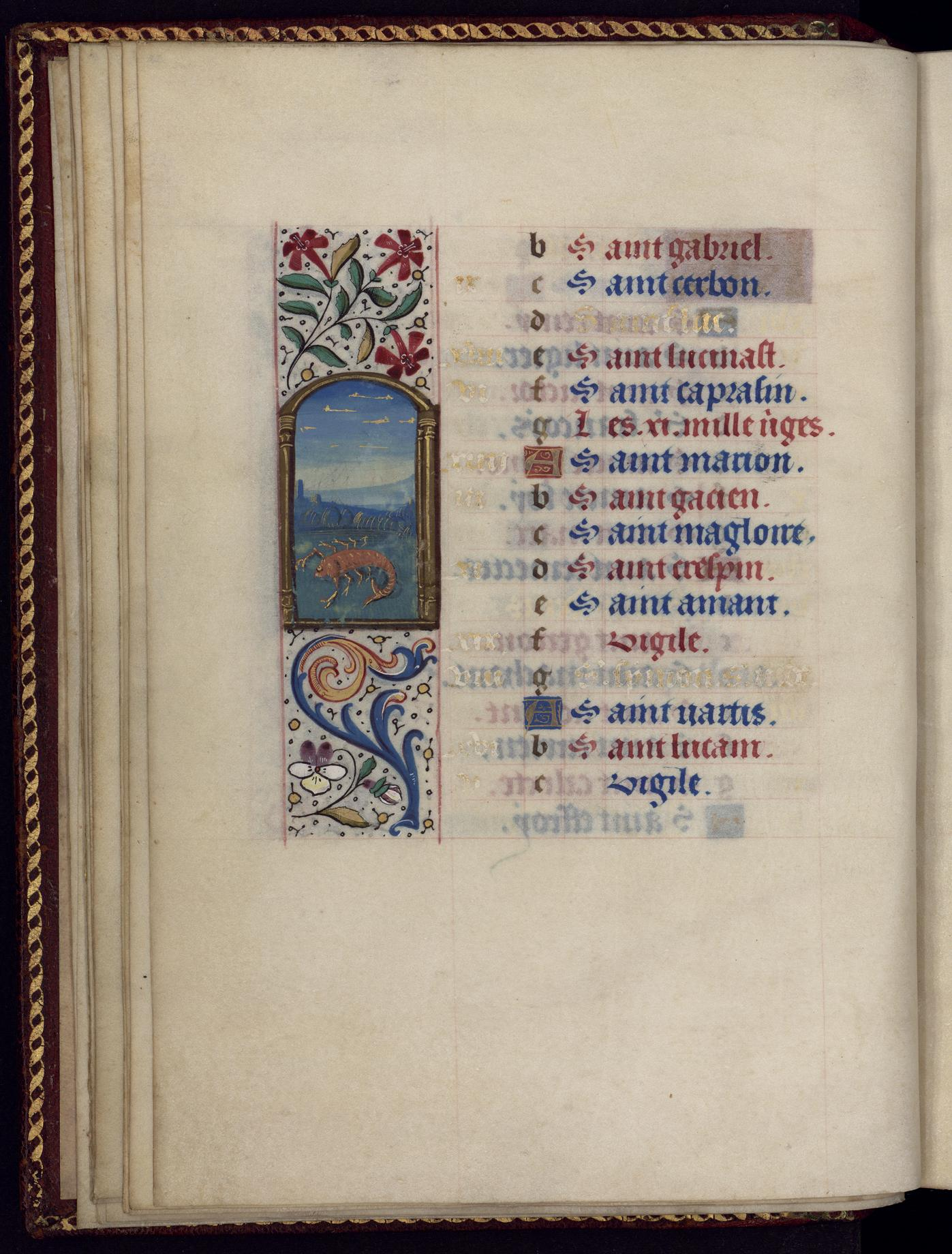
Novembre : Signe astrologique du Scorpion (enluminure marginale, fol.10v).
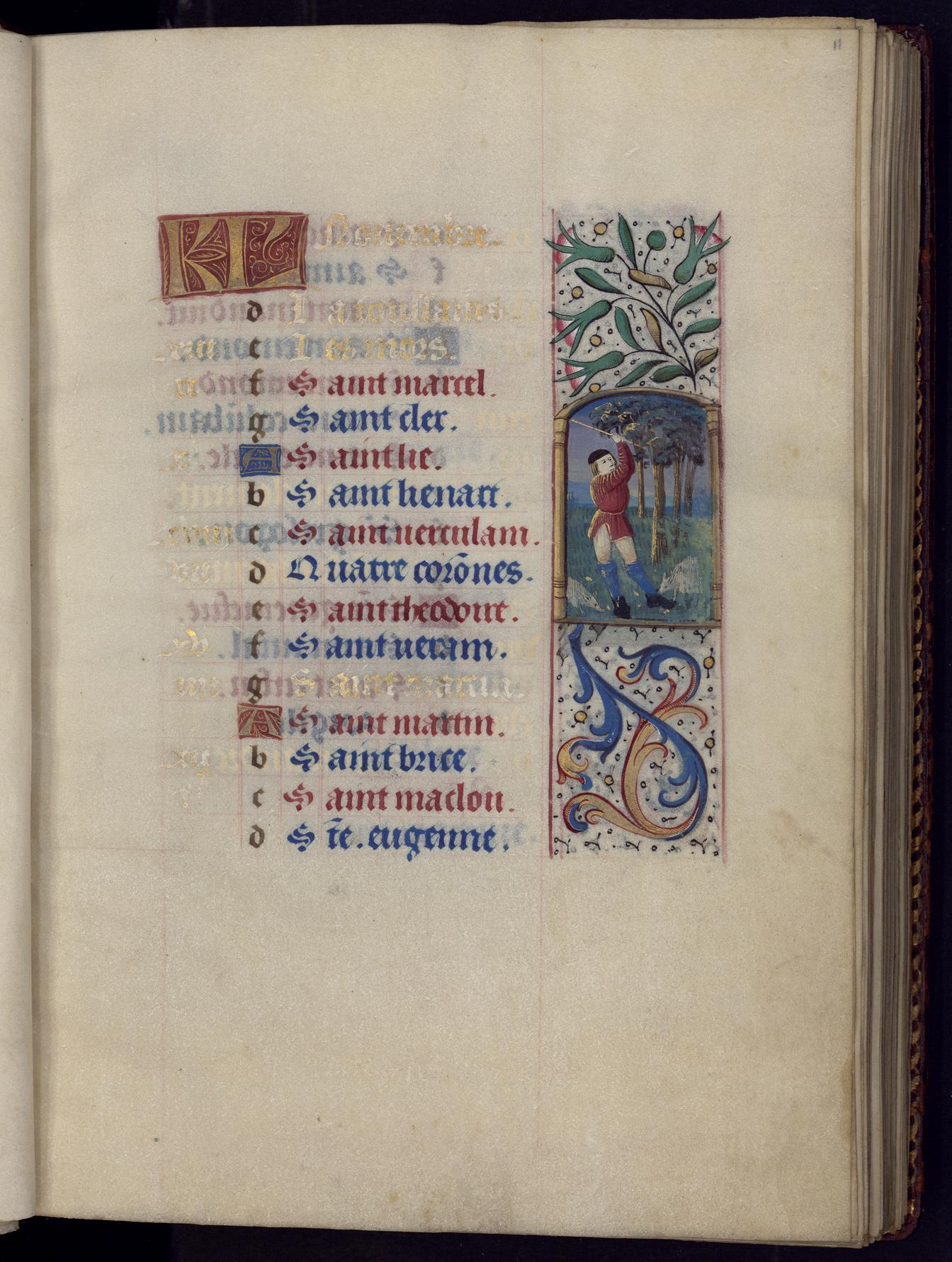
Novembre : La glandée (enluminure marginale, fol.11r).
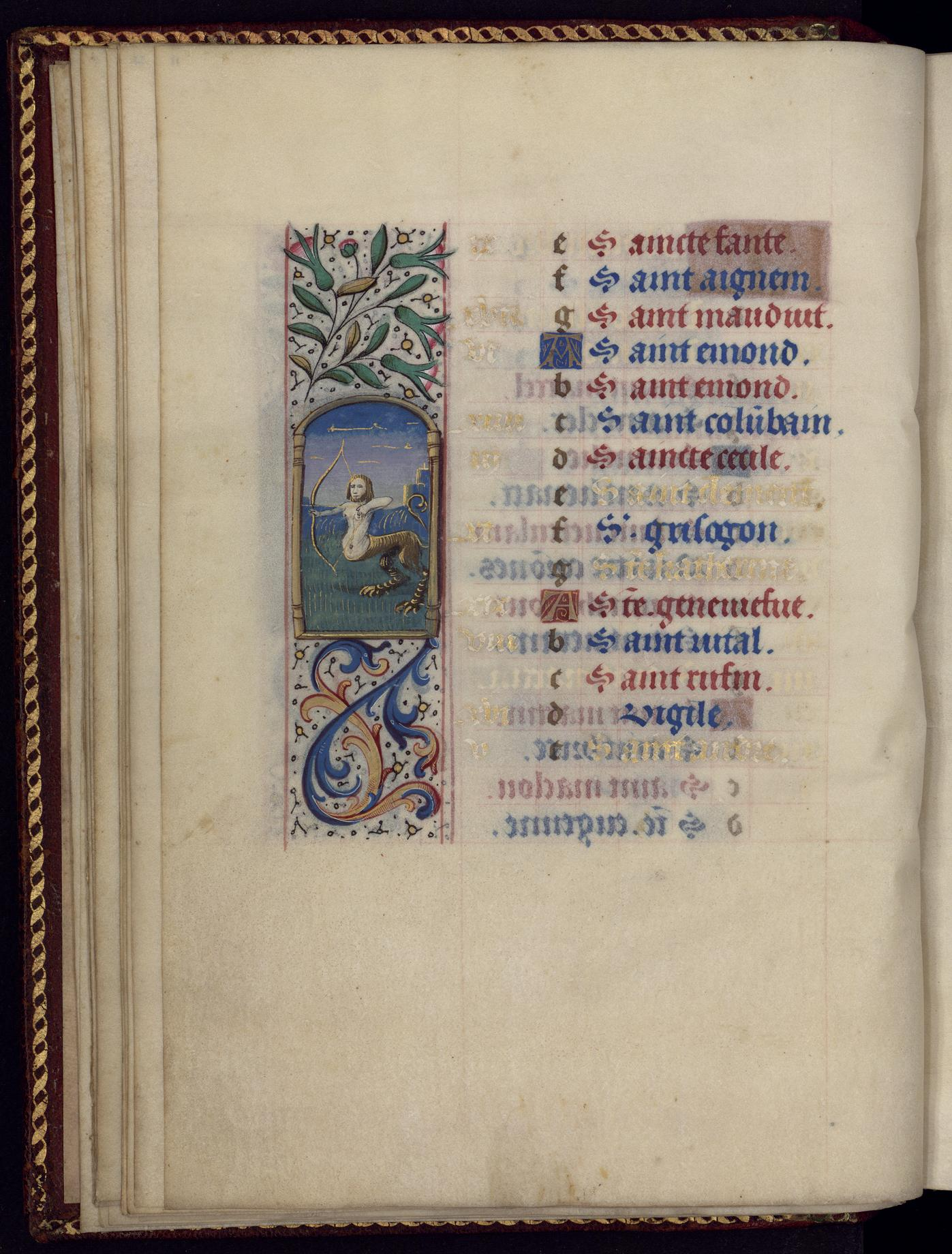
Décembre : Signe astrologique du Sagittaire (enluminure marginale, fol.11v).
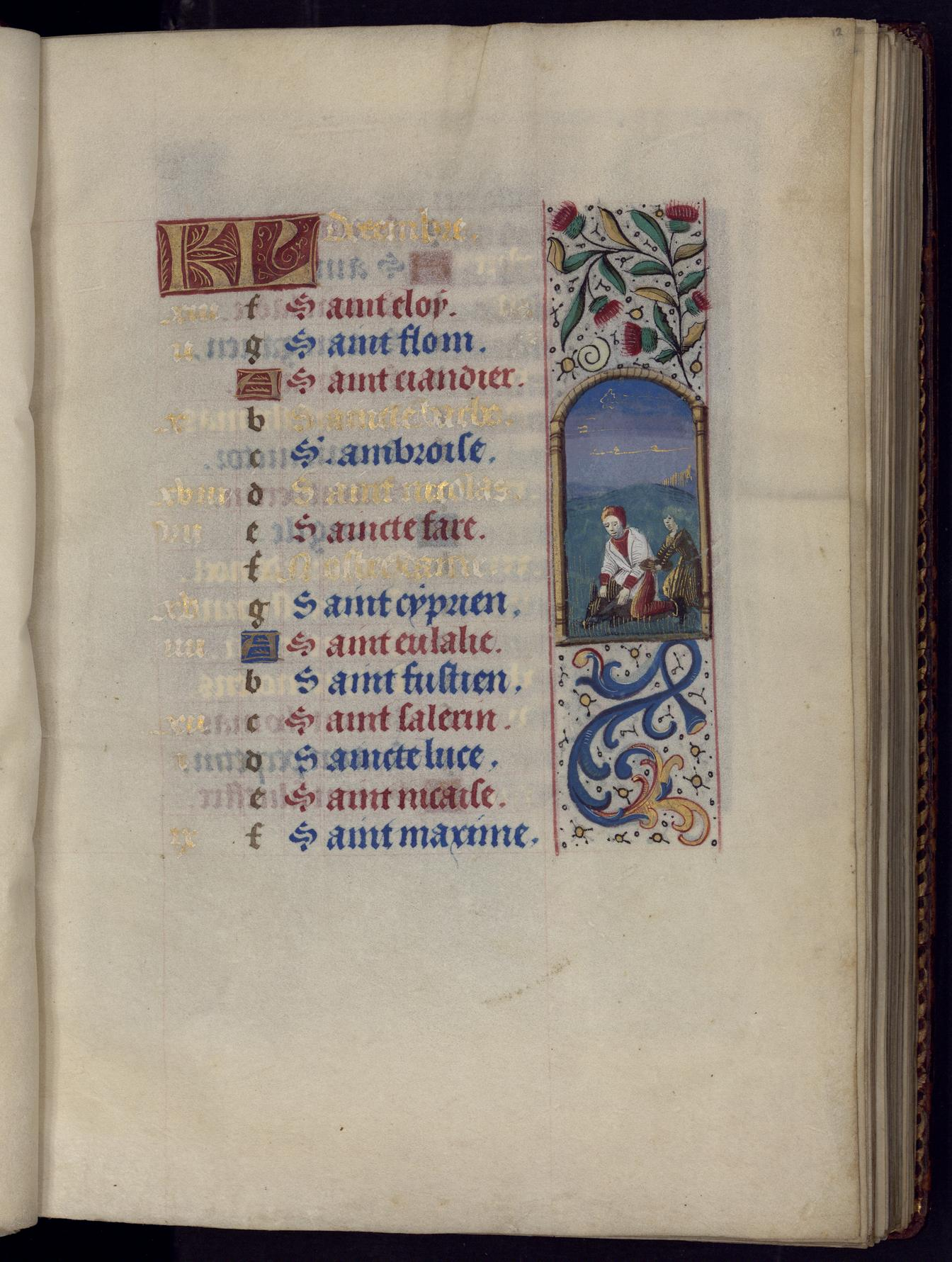
Décembre : Saignée du cochon (enluminure marginale, fol.12r).

### Les pleines pages
Formant de véritables petits tableaux, les peintures en pleine page ont pour rôle de structurer le texte et de marquer l'ouverture des différents offices et prières du livre d'heure. Les dix pleines pages de ce manuscrit sont organisées de manière différente en fonction de leur place de la composition de l'ouvrage. Ainsi se distinguent les pleines pages des principaux offices et celles des divisions secondaires.

#### Les pleines pages des principaux offices
Les premières concernant les folio en tête des Heures du Saint Esprit (recto du folio 32), celui qui débute les Psaumes (recto du folio 38) et celui en tête l’Office des morts (recto du folio 101).
Cernées d’un cadre doré simple, les pleines pages des principaux offices sont agencées en deux registres distincts. Le registre supérieur est réservé à la scène principale, tandis qu’une scène secondaire occupe la partie inférieure. La séparation entre les deux registres est mise en valeur par un cartouche qui présente les premiers mots du texte, selon un procédé initié par Jean Fouquet , comme dans les Heures de Jean Robertet, puis largement réutilisé par la suite.

Le feuillet 32, représentant la Pentecôte, se distingue par un cadre architectural orné d’arcatures à pinacles gothiques. Ce style de cadre se retrouve dans les pleines pages des divisions secondaires ainsi que dans plusieurs bandeaux marginaux.

Pleine page en tête des Heures du Saint Esprit (recto du folio 32)
Pleine page en tête des Psaumes (recto du folio 83)
Pleine page en tête des Office des morts(recto du folio 101)

#### Les pleines pages des divisions secondaires
Les divisions secondaires regroupent le reste des pleines pages, à savoir, le début des trois Évangiles avec saint Luc (recto du folio 14), saint Matthieu (recto du folio 15) et saint Marc (verso du folio 17), l’Obsecro te (recto du folio18), les Heures du Saint Esprit (recto du folio 32), les Heures de la Vierge (recto du folio 46, recto folio du 59, verso folio du 66, verso folio du 69, recto folio du 73, verso du folio 78 : Voir Les Heures de la Vierge.) et des litanies (recto du folio 96).

Les pleines pages des divisions secondaires accordent davantage d’espace au texte. Placée en tête de la surface écrite, une petite miniature indépendante accueille les personnages représentés de trois quarts en raison de son format réduit.  La page est cernée d’un cadre doré, agrémenté sur deux ou trois côtés de bordures à compartiments. Des arcatures à pinacles gothiques, réalisées en camaïeu brun et or, abritent des scènes ou des figures qui prolongent le thème de la miniature.

Pleine page en tête des Évangiles : saint Luc (recto du folio 14)
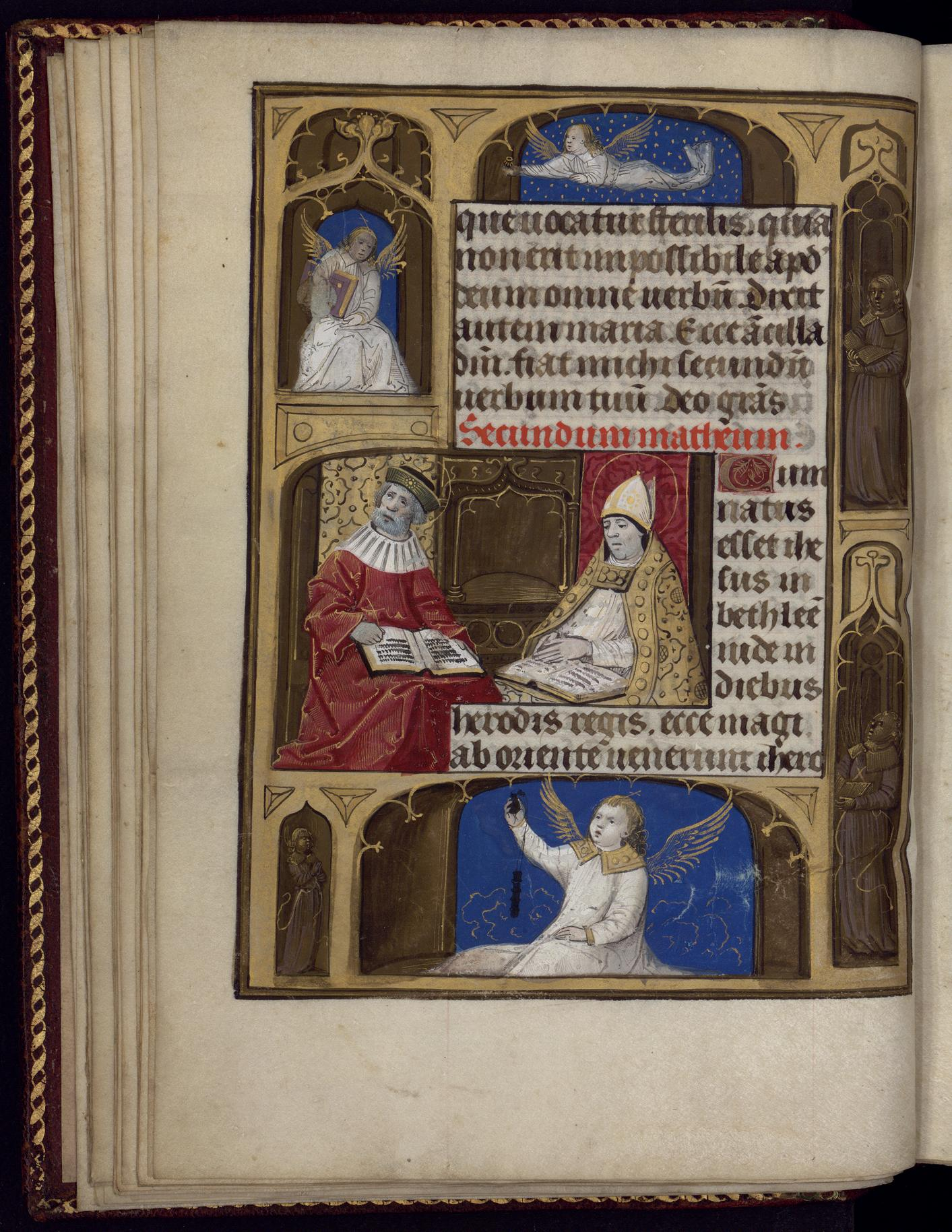
Pleine page en tête des Évangiles : saint Matthieu (recto du folio 15)
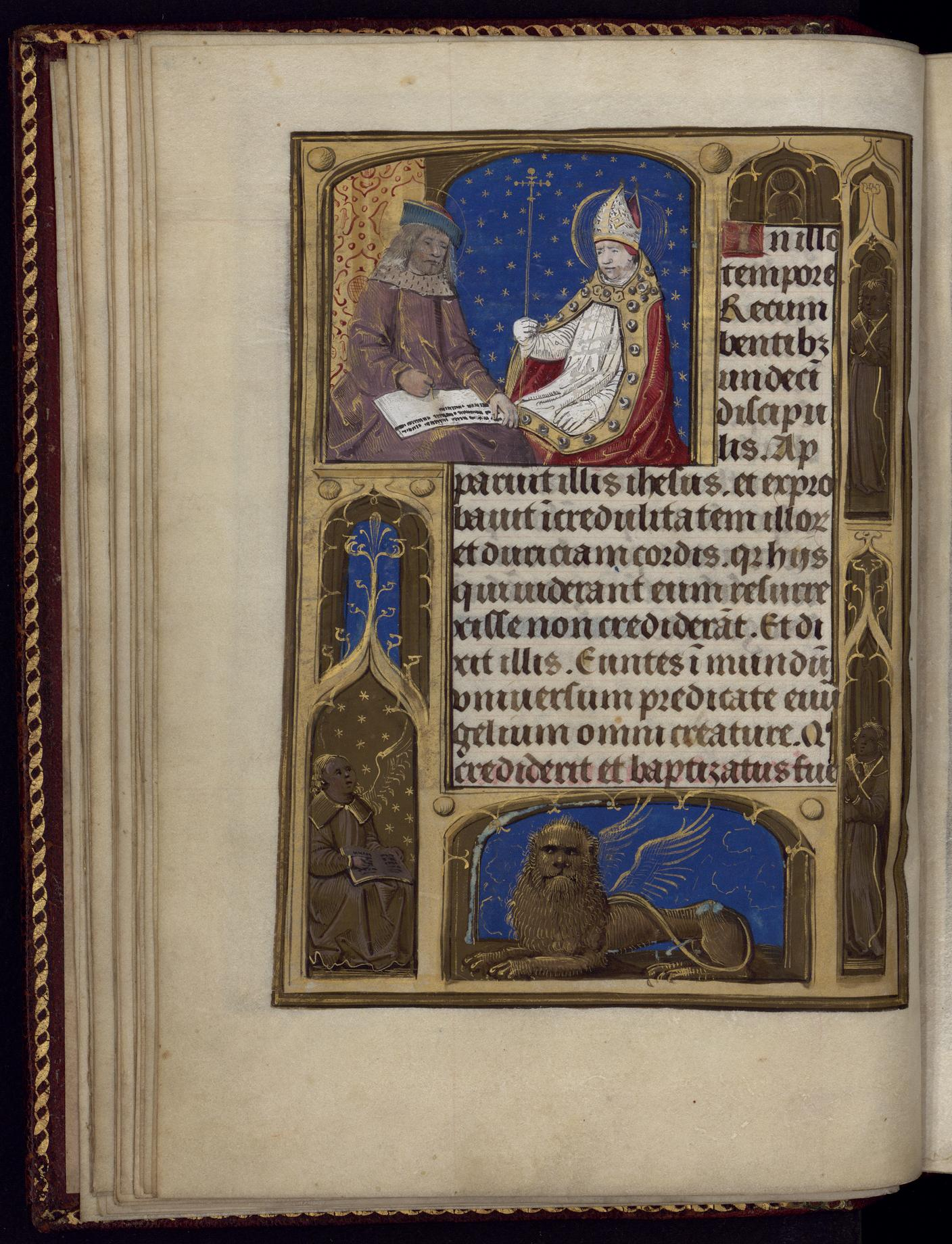
Pleine page en tête des Évangiles : saint Marc (verso du folio 17)
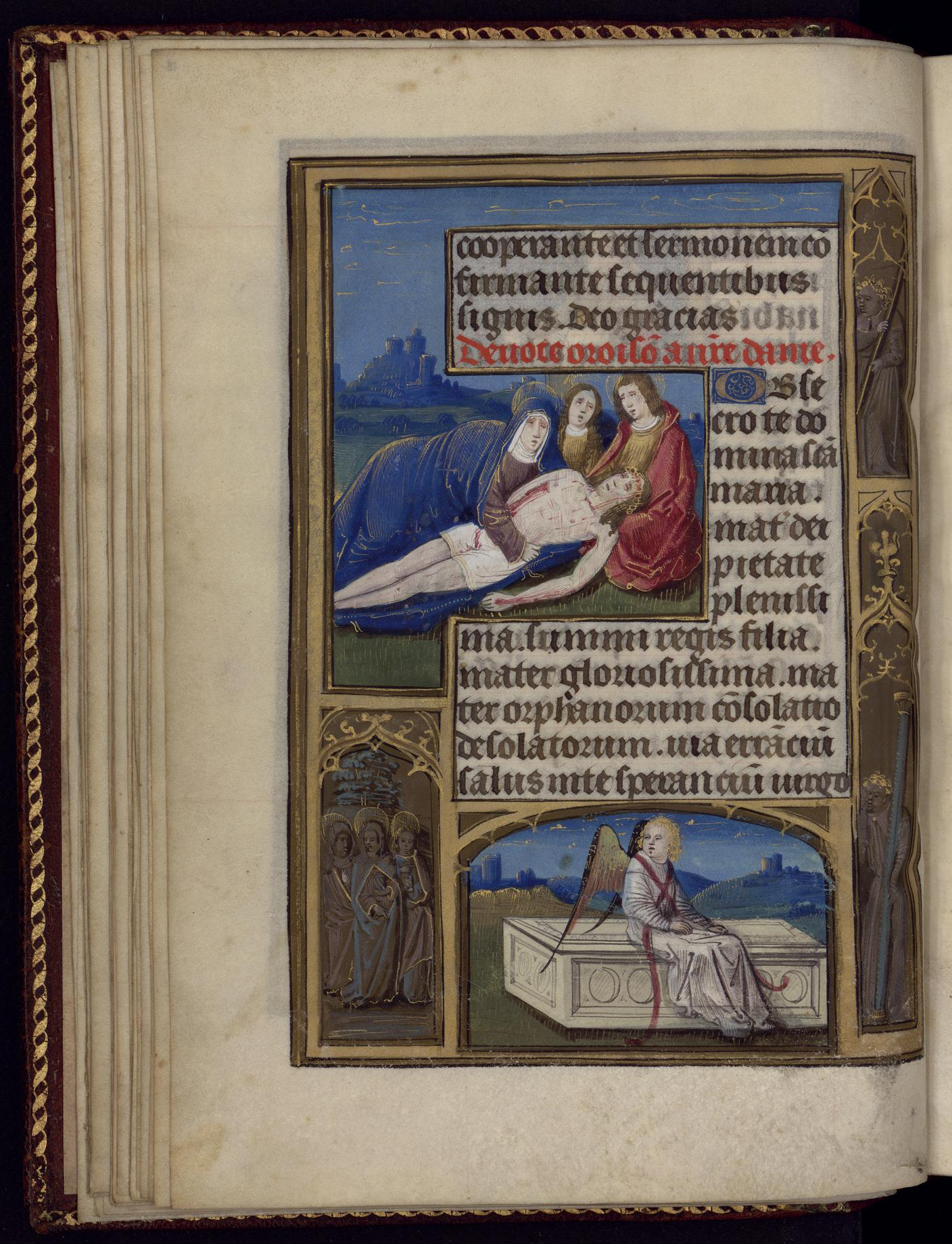
Pleine page en tête d'Obsecro te (recto du folio 18)
Pleine page en tête des Heures du Saint Esprit (recto du folio 32)
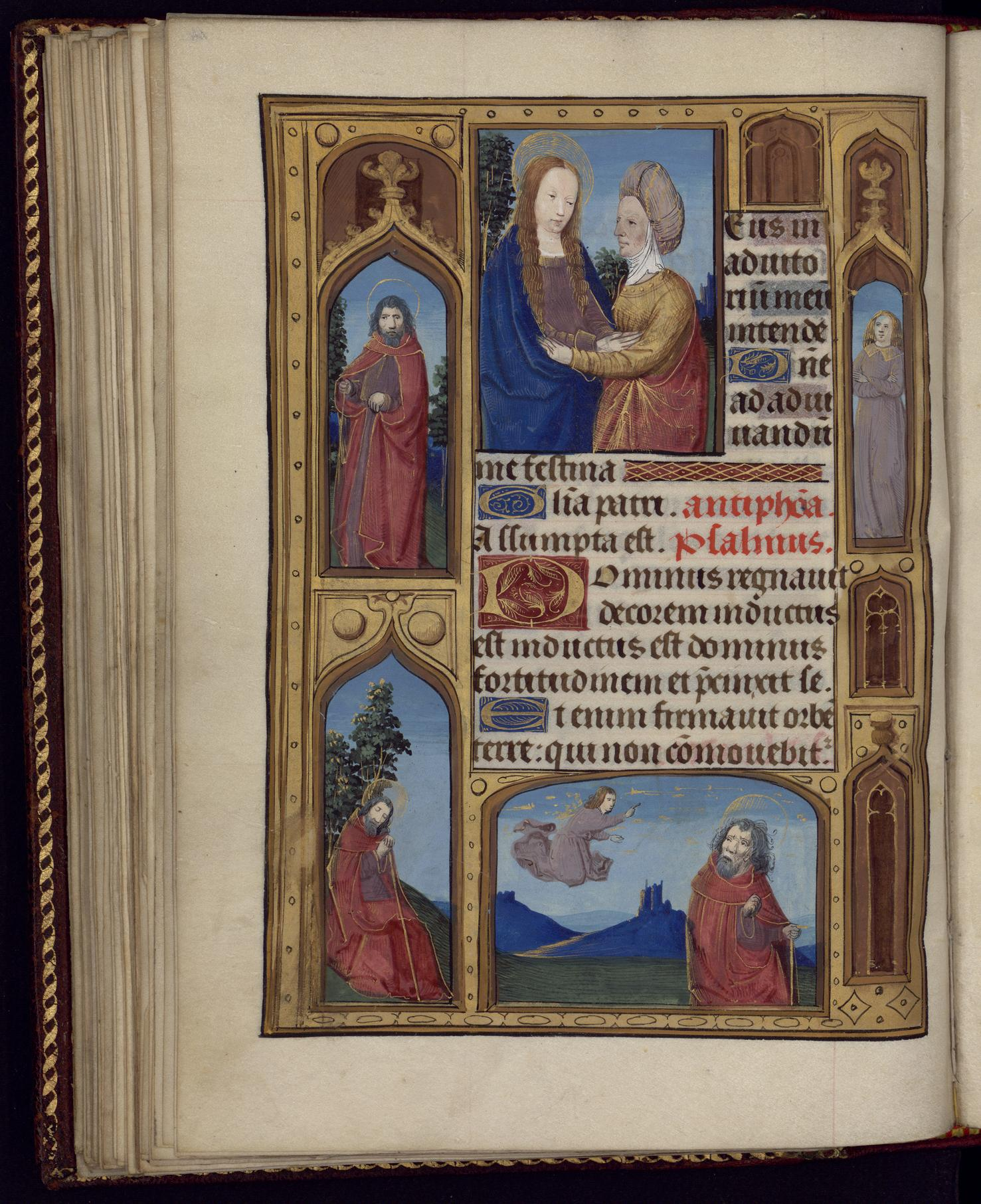
Pleine page en tête des Heures de la Vierge (recto du folio 46)
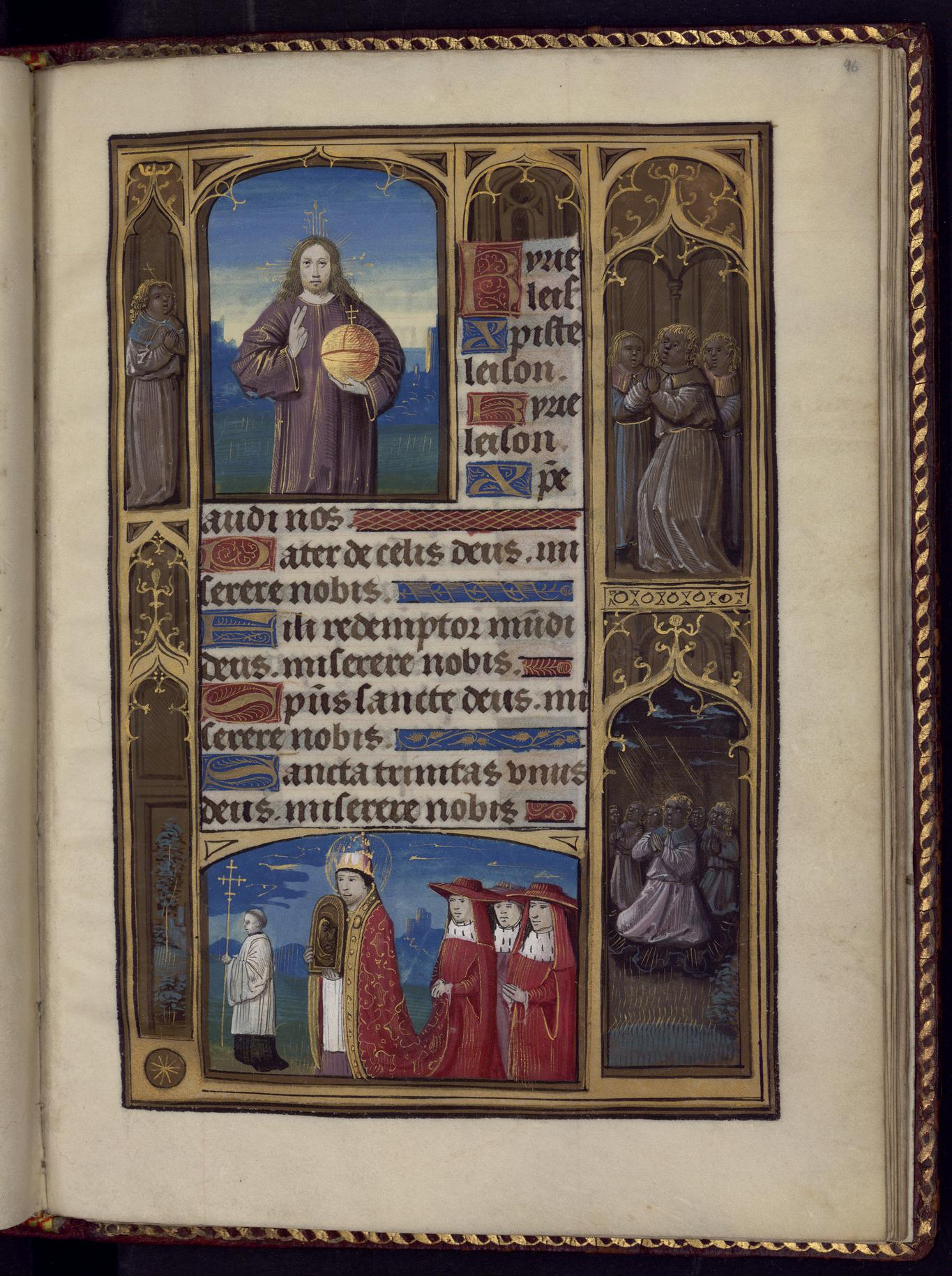
Pleine page en tête des Litanies (recto du folio 96)

### Les images de la Vierge
La Vierge est une figure très présente dans les enluminures de ce manuscrit : elle y est représentée vingt-cinq fois. La Vierge apparaît dans ce manuscrit comme figure parmi des scènes, souvent de la vie du Christ, accompagnant divers corpus textuels associés aux offices liturgiques, tels que les Heures de la Vierge et dans les Heures du Saint-Esprit ; et comme motif marginal parmi des scènes anecdotiques.

#### Les Heures de la Vierge
Les représentations de la vie de la Vierge s'intègrent dans des programmes iconographiques composés de vignettes au sein de pages richement enluminées. Elles accompagnent les prières et cantiques des Heures de la Vierge, un office liturgique qui lui est consacré.

La Vierge, auréolée, accueille sa cousine Elisabeth (fol. 46 v.)

Une scène de Visitation prend place dans la vignette supérieure au verso du folio 46 : Marie, future mère du Christ, représentée comme une jeune fille par ses cheveux dénoués accueille Elisabeth, future mère de Jean-Baptiste, représentée comme une femme mature par la guimpe protégeant son cou. Cette scène illustrant les prières des Laudes est accompagnée d'un passage divisé en trois vignettes de l’Évangile selon Matthieu (1, 19-21), Joseph désemparé recevant en songe la visite d'un ange venant le réconforter.

Pour accompagner les textes liturgiques de la Prime se trouve, au recto du folio 59, une scène de Nativité, selon l'iconographie conventionnelle, la Vierge et Joseph en prière devant le berceau-mangeoire du Christ, dans une étable, dont la toiture est percée, laissant un puits de lumière illuminer l'enfant venant de naître. Cette scène surmonte celle de l'annonce de la naissance du Christ aux bergers. À noter qu'une autre scène de Nativité se trouve dans un bandeau marginal au verso du folio 59.

Vignette supérieure - scène de Nativité (fol. 59 r.)
Bandeau marginal - scène de Nativité (fol. 59 v.)

Pour les prières de la Sexte des Heures de la Vierge, au verso du folio 66, une scène de la circoncision du Christ est représentée : la Vierge, face au prêtre à l'habit doré, suivie de Joseph, porte Jésus. Une autre scène de circoncision du Christ se trouve dans le bandeau marginal au recto du folio 69.

Vignette supérieure - scène de Circoncision du Christ (fol. 66 v.)
Bandeau marginal - scène de Circoncision du Christ (fol. 69 r.)

Les images du verso du folio 69, soutenant les prières de la None des Heures de la Vierge, illustrent les épisodes de l’Épiphanie. Dans la vignette supérieure, l’un des rois mages, agenouillé, prie devant le Christ assis sur les genoux de la Vierge, tandis que les deux autres, en retrait, tiennent leurs offrandes. Une composition similaire, plus épurée dans son exécution, apparaît au recto du folio 17. En regard de cette scène, dans la vignette inférieure du verso du folio 69, les rois mages, richement vêtus et portant la myrrhe, l’or et l’encens dans des calices, avancent sous la guidance de l’étoile de Bethléem.

Vignette supérieure - scène d'Epiphanie (fol. 69 v.)
Bandeau marginal - scène d'Epiphanie (fol. 17 r.)

Au recto du folio 73, la scène de la fuite en Égypte accompagne les prières des Vêpres : la Vierge, assise sur un âne conduit par Joseph, porte le Christ emmailloté dans un linge. Une autre représentation de cet épisode figure également au recto du folio 68. La scène du folio 73 est en regard de celle du massacre des Innocents, ordonné par Hérode.

Vignette supérieure - scène de la Fuite en Égypte (fol. 73 r.)
Bandeau marginal - scène de la Fuite en Égypte (fol. 68 r.)

Vignette supérieure présentant le Christ couronnant sa mère à genoux devant lui (fol. 78 v.)

Pour clore les Heures de la Vierge, une scène du couronnement de la Vierge accompagne les prières des Complies. Au verso du folio 78, la Vierge, agenouillée en prière, est couronnée par son fils sous un dais. Autour de cette scène, des chœurs d'anges vêtus d'étoles flottantes apparaissent dans les vignettes attenantes et inférieures.

##### La figure de la Vierge dans la Prière à la Vierge, les Heures du Saint-Esprit et les Heures de la Croix
Au verso du folio 18, une scène de Piéta dans la vignette supérieure accompagne la prière à la Vierge Obsecro te. La Vierge, en larmes, dépose le corps de son fils sur un pan de son manteau posé à même le sol, tandis que saint Jean soutient sa tête. Dans la vignette inférieure, un ange, assis sur le tombeau fermé, annonce aux saintes femmes, dans la niche à gauche, la résurrection du Christ. Alors que d’autres enlumineurs choisissent généralement une Vierge à l’Enfant pour accompagner cette prière, le maître opte ici pour le thème douloureux de la Piéta. Cette composition, presque identique, se retrouve dans un livre d’heures du même enlumineur, conservé par la Société d’Histoire et d’Archéologie de Langres (ms 166, fol. 15 v.).

Dans les représentations de la Pentecôte, la Vierge occupe une place centrale, mise en valeur par la composition des scènes. Deux scènes distinctes illustrent cet épisode, présentant à la fois des similitudes et des différences dans leur mise en scène. Au recto du folio 31, à la fin des Heures de la Croix, la Vierge se tient debout au centre du groupe des apôtres, sa tête au-dessus des leurs, affirmant ainsi son importance. Un oculus central, percé dans la nuée, laisse apparaître la colombe du Saint-Esprit, marquant la descente de la grâce divine. Au recto du folio 32, bien que la composition de la scène de Pentecôte rappelle celle du folio 31 par la disposition de la Vierge et des apôtres, elle présente une atmosphère différente. Ici, dans les Heures du Saint-Esprit, la Vierge est agenouillée devant un pupitre, entourée des apôtres en prière. L’espace architectural joue un rôle plus marqué : une large baie s’ouvre à l’arrière, laissant pénétrer les rayons dorés de lumière divine, au sein desquels plane la colombe du Saint-Esprit. Cette composition se retrouve dans plusieurs manuscrits issus du même atelier, notamment dans un livre d’heures conservé à la bibliothèque municipale de Dijon (ms 2555, fol. 26) et dans un manuscrit vendu lors de la vente Sotheby’s du 3 juillet 1984 (lot 85). Les deux compositions partagent donc une organisation hiérarchique autour de la Vierge et de la descente de l’Esprit Saint, mais elles se distinguent par leur traitement spatial : celle du folio 31 privilégie une structure verticale et hiératique tandis que celle du folio 32 met en avant une architecture ouverte et une atmosphère plus méditative.

Vignette supérieure - Pentecôte (fol. 32 r.)
Bandeau marginal - Pentecôte (fol. 31 r.)

#### La Vierge comme motif ornemental marginal

Vierge portée au ciel par des anges (fol. 72 r.)

Tout au long du manuscrit, la figure de la Vierge se retrouvent dans les bandeaux marginaux, enrichissant le programme iconographique. Ainsi, au recto du folio 20, la Vierge est représentée au pied de la Croix où son fils est crucifié, sur le mont Golgotha, une illustration qui accompagne les paroles latines de la prière de l’Obsecro te : Per illam… dolorem quem habuisti quando filium tuum… vidisti pendentem, crucifixum, vulneratum… (« Par cette douleur… que tu as éprouvée lorsque tu as vu ton fils… suspendu, crucifié, blessé… »). De même, au folio 72, une scène de d’Assomption montre la Vierge portée au ciel par des anges, ses cheveux en désordre évoquant les mouvements de l’air. Une iconographie similaire se retrouve dans le missel de Ferry de Clugny, attribué au même enlumineur et conservé à la Bibliothèque communale de Sienne (ms X.V.1).

Des scènes de tendresse entre la Vierge et l’Enfant ponctuent également le manuscrit : au recto du folio 25, la Vierge, vêtue de mauve et d’or, coiffée d’un voile bleu, tient l’Enfant dans une pose intime, leurs joues pressées l’une contre l’autre ; au recto du folio 62, la Vierge, debout, habillée d’une robe violine et d’un manteau bleu, tête nue, elle soutient son fils des deux mains, tandis que celui-ci, dans un geste affectueux, passe son bras derrière le cou de sa mère ; au recto du folio 76, le Christ enfant, emmailloté dans un riche tissu pourpre, semble embrasser sa mère.

fol. 20 r.
fol. 25 r.
fol. 62 r.
fol. 80 r.

Certains bandeaux présentent la Vierge en train de lire, entourée de rinceaux, comme au recto du folio 80.

### Les marges
Chaque double page du manuscrit suit un système d’organisation établi. Sur la page de gauche se déploie un décor léger et profane, avec des grotesques, des hybrides, des chimères, des hommes sauvages et des animaux peuplant des rinceaux. En contraste, la page de droite est dédiée à un décor plus religieux. Soulignant et magnifiant le récit, la marge peut-être enrichie d’une haute architecture gothique en camaïeu brun et or.  

#### Illustrations littérales de Psaumes
Parfois, les personnages et scènes habitant ces marges sont des illustrations littérales des psaumes qu’ils côtoient dans le texte, en voici quelques exemples.
Le recto du folio 74 présentant un chœur d’enfants nus en prière, le visage tourné vers le ciel, illustre le Psaume 112 : Laudate pueri dominum… (« Enfants louez le Seigneur »). Au-dessus des garçonnets, la foi représentée avec des filets d’or descend des nuages.
L’homme barbu de la marge du recto du folio 84 illustre le Psaume 6,8 de la Vulgate : Turbatus a furore oculus meus (« Mon œil est consumé par le chagrin ; il a vieilli à cause de tous qui me persécutent »). Agenouillé, ce personnage en habit rouge montre d’une main le ciel et désigne son œil de l’autre. Un homme similaire se retrouve sur le folio 87. Celui-ci tient une âme représentée sous les traits d’un petit enfant nu en prière, traduisant ainsi le verset du Psaume 37:12 et 37:13 : Vicini mei…inruebant quaerentes animam meam. Cette iconographie se retrouve fréquemment dans l’illustration de l’introït de la messe (Ps 142, 8) : Ad te Levavi animam meam (« Vers toi j’ai élevé mon âme »).

Pour la marge du recto du folio 111, l’enlumineur a choisi d’évoquer le Psaume 64, 8 :Turbabuntur gentes et timebunt qui habitant terminos a signis tuis, par un paysage avec une ville à remparts imposants. 

Chœurs d'enfants (recto du folio 74)
Personnage désignant son œil (recto du folio 84)
Personnage tenant son âme (recto du folio 87)
Paysage avec une ville (recto du folio 111)

#### Grotesques et drôleries
Parmi les grotesques figurent divers animaux chimériques, certains reconnaissables, d’autres plus énigmatiques, sans doute issus de l’imagination de l’enlumineur ou inspirés d’un bestiaire fantastique en vogue à l’époque de la création du manuscrit. En voici quelques aperçus.
Le personnage hybride habitant la marge du verso du folio 55 est une chimère, mi-homme mi-lion interagissant avec le décor.
La marge du verso du folio 71 est décorée d’un long rinceau traversant la page habitée de végétaux notamment des fleurs, d’un fraisier et d’un grotesque. Ce dernier ressemble à une fouine au pelage dégradé vert-rouge et semble posséder une queue de limace. Il est accompagné de petits animaux, à savoir, une mouche et plusieurs escargots. Ces derniers sont des motifs récurrents dans les marges de manuscrits. Côtoyant fréquemment la résurrection de Lazare, le comte de Bastard  (bibliophile et éditeur des premiers fac-similés de manuscrits enluminés) voyait en l’escargot le symbole de la résurrection du Christ. Cette interprétation a été rejetée par Champfleury. Le motif très répandu du chevalier et de l’escargot a suscité également différentes interprétations. Le gastéropode, protégé par sa coquille, serait une satire des puissants, qui enfermés dans leurs châteaux fortifiés, se raillent de la menace des pauvres qu’ils exploitent. Enfin, par sa forme et sa taille peuvent également évoquer les organes génitaux des femmes et des hermaphrodites.
Sur un îlot d’herbe, suspendu au-dessus d’un fraisier, se tient un étrange singe sortant d'une coquille d’escargot. Considéré comme sot, le singe est toujours prêt à imiter l’humain. Selon Thomas de Cantimpré, de toutes les espèces, le singe est le plus malicieux et rusé. Que ce soit chez Raban Maur, au IXe siècle, ou au XIIIe siècle chez Jacques de Vitry, cet animal est présenté comme symbolisant le pécheur.
Perdu entre le rinceau et les végétaux se distingue un personnage à la peau sombre sortant d’une fleur. Nu et coiffé d’un bonnet rouge à ailettes, il brandit un bouclier rouge avec un médaillon doré en son centre.
Au verso du folio 34 apparaît un griffon, un motif fréquent au Moyen Âge, comme en témoignent ceux du programme sculpté de la cathédrale d'Autun. Sa singularité réside dans la courbure de son cou, qui forme une boucle. D’autres créatures familières sont également représentées. Par exemple, au recto du folio 36, une figure hybride, mi-homme mi-cheval, évoque le centaure des mythologies antiques.
Dans le bandeau marginal du verso du folio 23, un animal hybride brun, muni de serres et de membres ailés ou plumés, adopte une posture recroquevillée qui rappelle une carapace de tortue.

Au folio 41, recto et verso, des hiboux étranges, pourvus d’une tête humaine, sont perchés sur une branche. Certains de ces motifs semblent se répondre d’une page à l’autre, comme le reptile figurant au folio 52, recto et verso.

Personnage hybride (fol. 55 v.)
Chimère (fol. 71 V.)
Personnage hybride (fol. 94 v.)
Chimère (fol. 104 v.)
Griffon (fol. 34 v.)
Personnage mi-homme mi-cheval (fol. 36 r.)
Chimère (fol. 23 v.)
Hibou à tête humaine (fol. 52 v.)

### Originalités du manuscrit: iconographies, compositions et techniques

Ange tenant un écu avec les armoiries de la famille Berbisey (détail du verso du folio 69)

#### Les armoiries de la famille Berbisey
La brebis est abondamment représentée au fil des bandeaux marginaux. Cet animal rappelle les armoiries de la famille Berbisey : d’azur à la brebis d’argent. Celles-ci sont visibles sur le verso du folio 69 sur le blason tenu par un ange. On compte plus de quarante figures ovines dans le manuscrits représentées dans des positions variées : au repos, passant, broutant, debout sur ses quatre pattes, etc.

Brebis à la pature (détail du recto du folio 105)
Brebis au repos (détail du recto du folio 13 verso)
Brebis debout sur ses quatre pattes (détail du verso du folio 24)

Mois de mai (détail du recto du folio 5)

#### L'arbre de mai
Dans les calendriers livres d'heures, le mois de mai est généralement illustré par un jeune seigneur à cheval portant un faucon sur le poing. Sur le recto du folio 5, l'enlumineur a choisi une illustration moins courante de l’arbre de mai. Un jeune homme nu en amazone sur un cheval blanc, tient un arbuste dans sa main. Cette figure laisse penser que l'enlumineur s'est inspiré d’un modèle antiquisant, peut-être tiré d’un camée. Cette influence antique se retrouve dans le recto du folio n°45 représentant un homme nu tenant un bouclier rond à la façon d’un athlète de l’Antiquité.

#### Double représentation des évangélistes
Une des énigmes de ce manuscrit est la double représentation des évangélistes au recto du folio 14 et aux versos des folios 15 et 17. En effet, chaque évangéliste, tous écrivant, est accompagné sur sa gauche d’un prélat nimbé. Ainsi, dans le manuscrit, saint Jérôme reconnaissable à son chapeau de cardinal est auprès de saint Luc. Saint Marc est accompagné d’un homme coiffé d’une mitre, portant une chape rouge à bordure dorée et tenant une croix qui pourrait être saint Augustin. Enfin, plus incertain, le troisième prélat jouxtant saint Matthieu est richement vêtu d’une chape dorée et coiffé d’une mitre blanche au décor blanc et doré. Il pourrait être identifié comme saint Ambroise. Le recours à cette double représentation pour illustrer les extraits des Évangiles est unique dans un livre d’heures. Toutefois elle se retrouve sur le registre supérieur des fresques, à l’est et au nord de la chapelle nord de la cathédrale d’Autun, où les évangélistes sont chacun entre deux prophètes et deux docteurs de l’Église.

Saint Marc et saint Augustin (détail du verso du folio 17)
Saint Matthieu et saint Ambroise (détail du verso du folio 15)
Saint Luc et saint Jérôme (détail du recto du folio 14)

Serpent d'airain (recto folio 18)

#### Le serpent d'airain
Le bandeau marginal du recto du folio 18 est occupé par un paysage désertique dans un pinacle gothique. Au centre, un serpent pend au bâton de Moïse. L’enlumineur a déjà utilisé cette composition pour illustrer le serpent d’airain, ou Nehushtan, de Moïse. Ce motif sert ici à évoquer la mission donnée par le Christ aux apôtres : serpentes tollent (« Ils saisiront des serpents », Mc 16, 18). Dans le Livre des Nombres, le serpent représente la revanche de Dieu. Ce dernier envoie contre le peuple qui récrimine, des “serpents brûlants” qui mordent et font périr beaucoup de rebelles. Or Moïse reçoit l’ordre de faire fabriquer un serpent d’airain, et de le fixer à une hampe, et ce serpent guérira tous ceux qui auraient été mordus. Au IXe siècle, Raban Maur explique ce passage : « Là, le serpent signifie la mort du Christ qui a sauvé le genre humain, lui que la ruse du serpent antique priva par ses incitations malignes du salut reçu du Sauveur. ».

Homme s'aspergeant de l'eau bénite à l'aide d'un goupillon (recto folio 89)

#### Détail du goupillon
Un homme à genoux richement habillé occupe la marge du recto du folio 89. Chapeau à la main, il s’asperge d’eau bénite à l’aide d’un goupillon. Ce dernier est composé des poils de goupil fixés à l’extrémité de la tige métallique d'un aspersoir. Ce détail est bien visible sur cette miniature faisant face au Psaume 50,9 : Asperges me, Domine ysopo. (« Aspergez-moi, Seigneur, avec l’hysope »).

#### Composition dans la représentation de Job
Précédent la pleine page en tête de l’Office des morts représentant, deux iconographies traditionnelles, Job sur son fumier et la rencontre des trois morts et des trois vifs, la marge recto du folio 100 représente le début du Livre de Job. Ce dernier, impassible, est assailli par des démons à la peau rouge et noire, tenant un gourdin et tirant la langue. Plus loin, en camaïeu d’or, le recto du folio 104 présente Job se faisant réprimander par ses amis, dans une composition étonnante. En effet, l’enlumineur a préféré faire sortir les pieds de Job hors du cadre plutôt que de le réduire ou de le représenter les jambes repliées comme sur le recto du folio 100.

Job assailli par des démons (recto du folio 100)
Camaïeu de Job réprimandé par ses amis (recto du folio 104)

#### Les relevailles d'une jeune accouchée

Détail des relevailles (fol. 66 v.)

Une scène marginale au verso du folio 66, comme contrepoint à la scène de la circoncision accompagnant les prières de la Sexte, montre un paysan tenant un agneau, suivi de sa femme portant un nourrisson. Une petite fille, tenant un pan de la robe de sa mère, les accompagne. Cette scène, qui pourrait évoquer les relevailles d’une jeune accouchée, se retrouve également dans un manuscrit de l’Arsenal, attribué au même enlumineur (ms. 645, fol. 60 v.).

#### La mort d’Absalon

Détail de la mort d'Absalon (fol. 32 r.)

La scène, dramatique tant par son thème que par sa composition – Absalon, fils de David, en rébellion contre son père, est suspendu par les cheveux à un arbre et sur le point d’être rattrapé par une armée de cavaliers en armure, munis de lances – attire l’attention par son association avec la scène de la Pentecôte au recto du folio 32.

### Motifs bourguignons dans le manuscrit

Ange de l'Annonciation (recto folio 15)

#### Ange de l'Annonciation
Vêtu d’une aube aux reflets roses, l’archange Gabriel , aux ailes colorées vole sur une nuée d’or, habite la marge du recto du folio 15. Dressant le doigt vers le ciel, cet ange de l’Annonciation illustre le verset de saint Matthieu cité dans la page : Angelus dixit : Spiritus sanctus superveniet in te ( « L’ange lui répondit : le Saint Esprit viendra sur toi », Lc 1.35). Il est similaire à l’ange de la scène de l'Annonciation représentée dans une miniature en pleine page du livre d’heures Sotheby’s (vente 3 juillet 1984, lot 85). Ici, l’effet aérien est accentué par les bandes de l’étole rouge, qui flottent comme des rubans. On retrouve de même jeu de tissu avec anges peints sur la voûte des du transept de l’église de Savigny-les-Beaune, dont la composition dérive par ailleurs du retable du Jugement dernier de Beaune réalisée par Rogier van der Weyden.  

Détail de la Nativité (recto du folio 59)

#### Berceau d'osier du Christ
Sur la pleine page du recto du folio 59 des Heures de la Vierge représentant la Nativité, repose un détail intéressant : le haut berceau d’osier de l’Enfant. Ce dernier se retrouve en tant que motif sculpté dans les architectures dijonnaises. En effet, il peut être rapproché de la corbeille tressée qui forme la base de la colonne de pierre torsadée dans la cour de l’escalier de Thomas Berbisey. Il se voit également avec le panier du paysan qui porte la voûte sculptée de l’escalier de l'hôtel Chambellan à Dijon. Ce thème décoratif était toujours en faveur à Dijon à la fin du XVe siècle, puisqu’on le retrouve aussi dans un fragment d'encadrement sculpté qui accompagnait le retable de l’église d’Asnières-les-Dijon, aujourd’hui conservé au Musée archéologique de Dijon, qui représente un pampre de vigne s’élevant d’un panier tressée.

Paysage avec cimetière (recto du folio 93)

#### Entrée du cimetière d'Asnières-lès-Dijon
Dans la marge du recto du folio 93, un pinacle ouvre sur une entrée de cimetière et charnier. Représentée dans une curieuse perspective, cette entrée est marquée par une arcade à deux pans en oblique surmontés d’une croix. Une arcade semblable est toujours visible à l’entrée du cimetière d’Asnières-lès-Dijon confirmant l’influence de l’architecture dijonnaise dans ce manuscrit.

#### Descente du Christ aux Enfers

La Descente aux Enfers (folio 112)

Au recto du folio 112, la marge prend pour sujet la descente du Christ aux Enfers pour libérer les patriarches, contée par l’Évangile apocryphe de Nicodème. Le Christ, vêtu d’un riche brocart, pose le pied sur la porte de l’enfer et brandit la croix de Résurrection, tandis que sortent Adam et Ève. Au-dessus de lui, dans les airs chargés de feu et de poix, les damnés sont emportés par les démons. Cette scène peut être rapprochée d’une miniature du Livre d’heures Collins, réalisé par un artiste d’origine amiénoise dans les années 1445-1450 à Bruges. Ce ciel habité de démons volants se retrouvent aussi sur l’une des bordures des heures de Louis de Laval, peintes par l’enlumineur berruyer Jean Colombe, commencées vers 1470-1475.

#### La procession du pape Grégoire

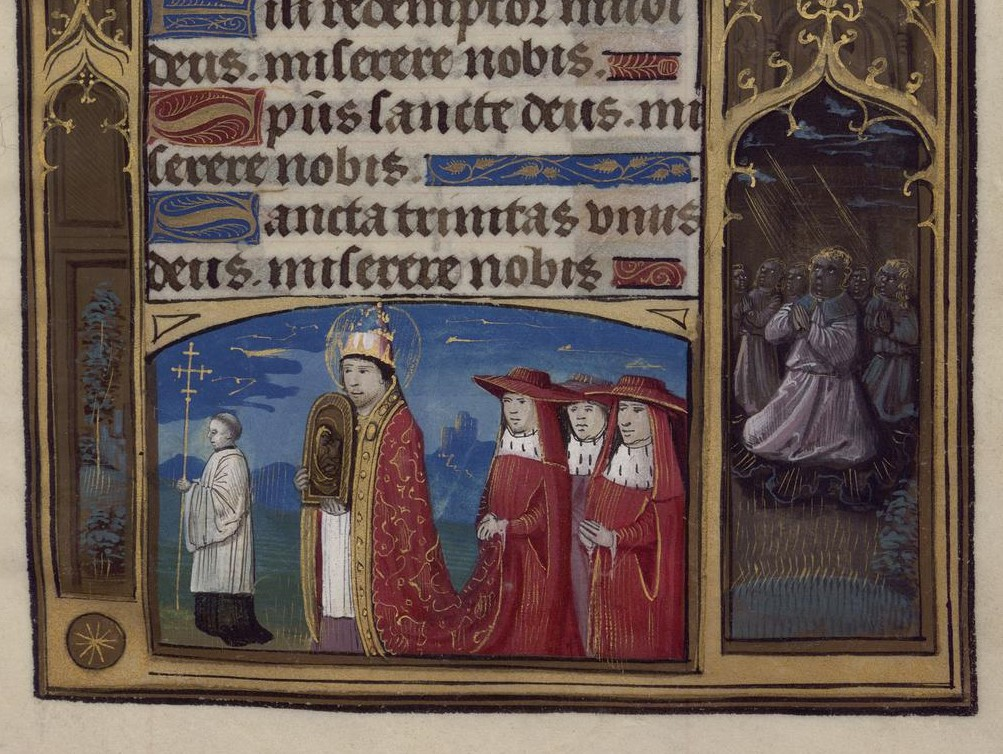
Procession du pape Grégoire (fol. 96 r.)

Au recto du folio 96, la marge inférieure illustre la procession du pape saint Grégoire à Rome, menée pour implorer la fin de l’épidémie de peste. Cette représentation rare trouve un écho direct dans une fresque monumentale de la chapelle de Ferry de Clugny, située dans la cathédrale d’Autun, œuvre attribuée au Maître des Prélats Bourguignons. Ce lien entre enluminure et fresque témoigne d’une circulation des motifs et d’un dialogue artistique au sein de la Bourgogne et au-delà à cette époque. Il est à noter que l’iconographie de la procession menée par le pape saint Grégoire se retrouve aussi dans les Très riches heures du duc de Berry.

#### La colombe du Saint-Esprit
Au recto du folio 35, une colombe, symbole de l'Esprit-Saint apparaît dans les marges des Heures du Saint-Esprit, représentée de face, sortant d’une nuée aux teintes bleu-vert et émergeant par un oculus rond d’un jaune vif, contrastant avec les tonalités environnantes. Cette composition audacieuse aux couleurs vibrantes a influencé d’autres artistes de la région, notamment l’enlumineur des Heures de Beaune, qui l’a intégrée dans une des miniatures d’un suffrage au Saint-Esprit (Beaune, ms 60, fol. 97 v.). Ce motif de colombe sanctifié est également visible dans les folios 34 et 32.

Colombe du Saint-Esprit, auréolée, dans une architecture de bois (fol. 35 r.)
Colombe du Saint-Esprit parmi des rinceaux (fol. 34 r.)

#### David triomphant de Goliath

David attaquant Goliath (détail fol. 83 r.)

Dans les Psaumes de pénitence, au registre inférieur du recto du folio 83, une scène montre le jeune David triomphant du géant Goliath. Armé de l’épée de son adversaire, il s’apprête à lui trancher la tête. Cette composition narrative, aux détails dramatiques, sert de modèle à un enlumineur bourguignon de moindre renommée, qui l’a adaptée dans le Livre d’heures de Beaune (ms 60, verso du folio 61). Il est à noter que cet emprunt n’est pas isolé, puisque le même manuscrit reprend également la composition de la Piéta du verso du folio 18.

### Lettrines du manuscrit
Dans ce manuscrit, on trouve des lettrines peintes notamment des lettrines champies. C’est-à-dire que toutes les lettrines correspondent à une lettre dorée inscrite sur un fond peint, ici rouge et bleu, et dont la partie centrale est rehaussée par des décorations cursives filiformes ou végétales dorées. Chaque mois du calendrier commence avec une lettrine champie, composée de deux lettres, sur la page gauche.
Une lettrine qui se distingue de toutes celles du manuscrit car elle n’a pas été réalisée dans le même style. C’est une lettrine ornée peinte à décor de feuilles de lierre sur fond d’or bruni. Cette différence s’explique par une restauration au XIXe siècle, lorsque le manuscrit appartenait à la famille Montalembert.

## Transmission du manuscrit à l'époque moderne et contemporaine
Entre le XVIe siècle et le XIXe siècle, la recherche n'a pas encore trouvé par quelles mains le manuscrit est passé. Ce n'est que pour les deux derniers siècles que des indices permettent d'en retracer les propriétaires successifs.

### XIXe siècle

#### Acquisition par Charles Forbes, comte de Montalembert et son épouse Marie-Anne Henriette, comtesse de Mérode
Au XIXe siècle, le manuscrit Berbisey est en possession de Charles Forbes, comte de Montalembert et de son épouse Marie-Anne Henriette, comtesse de Mérode. La recherche n'a pas encore résolu les raisons de l'acquisition du manuscrit gothique par le couple. Héritage ? Cadeau d'un proche qui connaissait son goût pour le Moyen-Age (ce qui justifierait d'ailleurs l'attention particulière qu'il a porté à ce manuscrit) ? À la première hypothèse, il faut néanmoins répondre que la famille de Charles Forbes est originaire de l'ouest du pays, localisation assez éloignée du territoire dijonnais. Néanmoins, la seconde hypothèse semble davantage vraisemblable puisque son ami Henri Lacordaire était originaire d'Aisey-sur-Seine (alors appelée Aisey-le-Duc), au nord de Dijon ou encore parce que Lacordaire lui-même a mis en contact Charles Forbes avec le marquis de Saint-Seine lors d'un séjour à Dijon en décembre 1837.

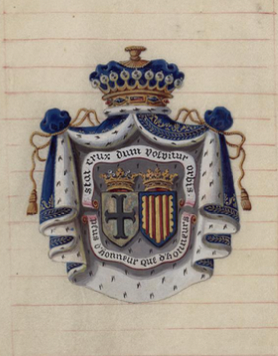
Détail du blason du comte de Montalembert et de la comtesse de Mérode (page de garde du manuscrit).

Ce qui est sûr, c'est que Charles Forbes et sa femme sont identifiables comme les propriétaires du manuscrit grâce à l’apposition sur le troisième feuillet de garde, de leur blason enluminé : le blason de Charles est une croix d'argent tandis que celui de la comtesse de Mérode est “D'or à quatre pals de gueule, à la bordure engrelée d'azur”. Les deux blasons sont surmontés de couronnes : la couronne héraldique du marquis pour Charles Forbes et celle du duc pour sa femme. Deux devises entourent leurs armes :  Stat Crux dum volvitur orbis (« La Croix demeure tandis que le monde tourne"), emblème et devise de l'ordre des Chartreux ainsi que la devise des Mérode : "Plus d'honneur que d'honneur". Les écus sont également ornés du manteau d'azur des pairs surmonté de la couronne des comtes et pairs de France.

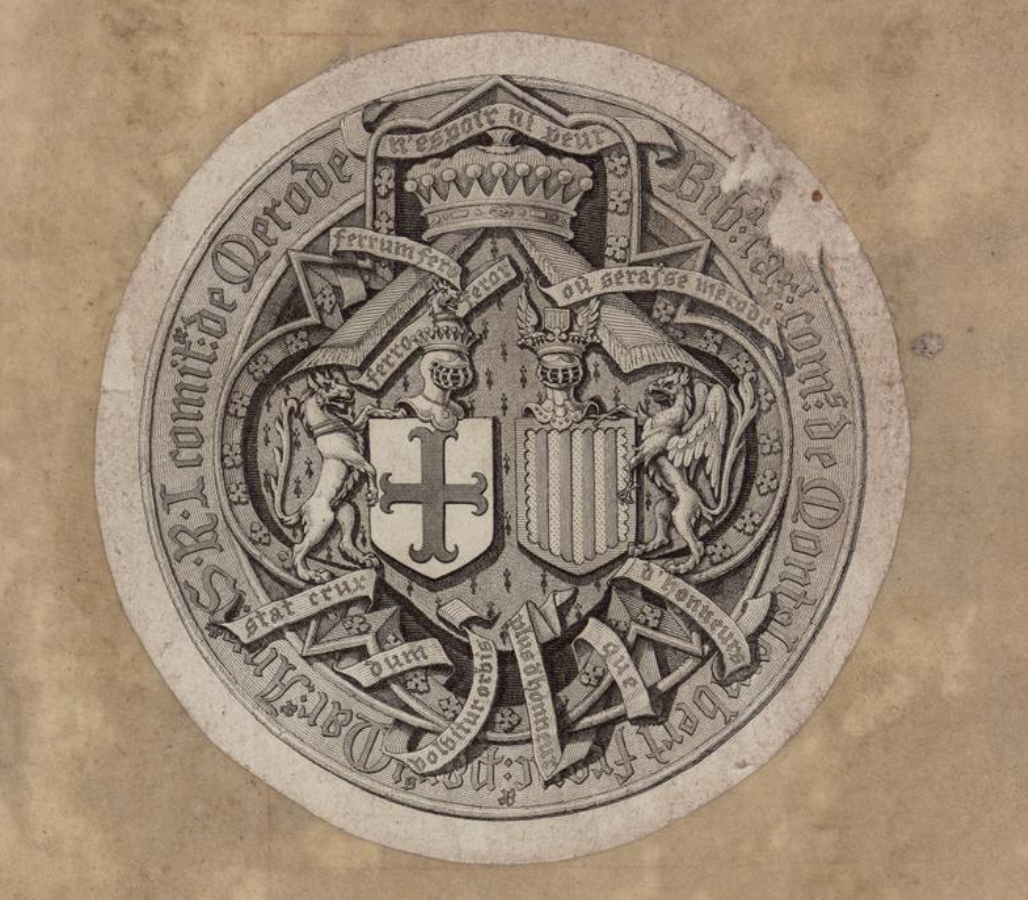
Détail ex-libris du comte de Montalembert et de la comtesse de Mérode (contreplat du manuscrit).

Sur le contreplat de la reliure se trouve également leur ex-libris circulaire armorié. Celui-ci est d'une composition complexe : en noir et blanc, il reprend quelques éléments de leur blason enluminé décrit précédemment. S'y retrouve les deux blasons qui sont cette fois-ci surmontés de casques portant des couronnes. Un griffon sinistroverse du côté du blason des Mérode et un loup dextroverse du côté de celui des Montalembert. Encore une fois, le manteau d'azur des pairs surmonté de la couronne des comtes et pairs de France, mais dont le bas a pris une forme trilobée pour épouser un écrin à 4 lobes entrecroisés de piques. Des banderoles inscrits de devises s'enroulent autour de cet écrin : au sommet, "n'espoir ne peur" aurait été employé durant l’Antiquité gréco-romaine, par Lucien de Samosate et reprise par le cardinal Charles II de Bourbon, "érudit et féru d’héraldique, qui a réinventé cette devise, que l’on peut considérer comme une simple règle de vie personnelle." La devise des Montalembert est également lisible « ferrum fero, ferro feror » ("je porte le fer, le fer me porte"). Enfin, en bas de l'ex-libris sont également de nouveau présentes les devises de l'ordre des Chartreux et de la famille des Mérode. L'ensemble est entouré d'un bandeau désignant le comte de Montalembert et la comtesse de Mérode. 

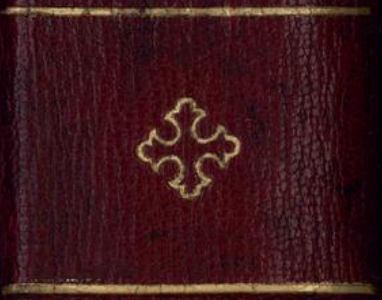
Détail de la charge armoriée des Montalembert à l'encre dorée sur maroquin rouge

#### Restauration de la reliure, des cahiers et de l'écriture

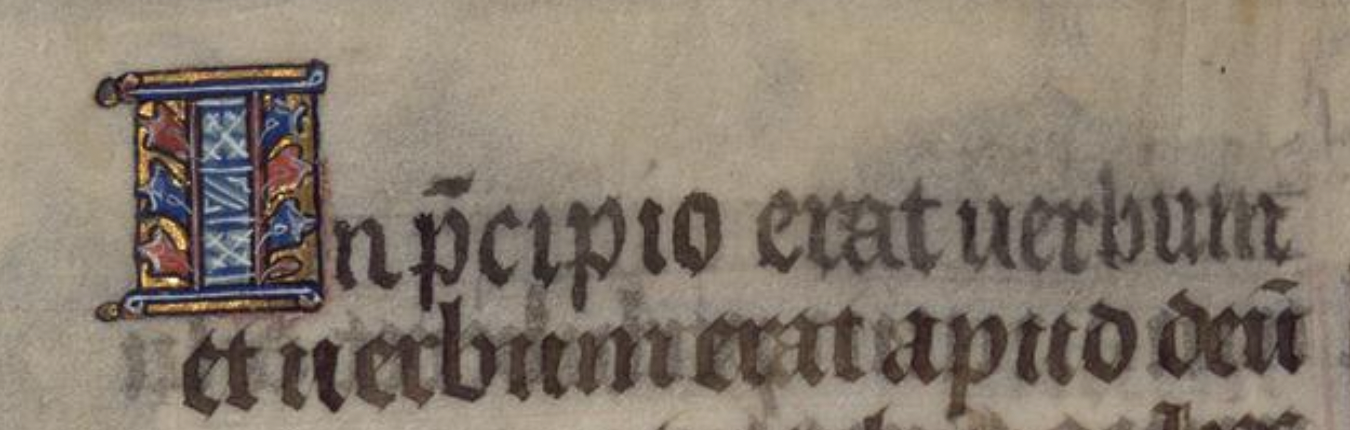
Détail folio 13 (recto) : Lettrine et premiers mots restaurés au XIXe siècle de l'Evangile de Jean "in principio erat verbum" ("au commencement était le Verbe") en écriture gothique avec initiale peinte à décor de vignette.

Alors qu'il est en possession du couple, le manuscrit est restauré. Il s'agit de consolider les cahiers du manuscrit, dont il manque déjà plusieurs feuillets. Un artisan du livre de l’époque, spécialiste de l'enluminure, aurait ajouté en lettres gothiques, une première ligne en haut de la page de l’Évangile de saint Jean au folio 13 (recto) : « In principio erat verbum » ("Au commencement était le verbe) disparue avec un feuillet découpé probablement pour sa miniature. Comme expliqué précédemment dans la section sur les lettrines du manuscrit, il aurait également ajouté une lettrine.

La nouvelle reliure est en maroquin rouge aux tranches dorées. Elle est décorée sur ses plats formant la couverture, de filets dorés qui imitent le style des reliures pour le bibliophile Jean Grolier au XVIe siècle. Plus particulièrement, le motif de la croix ancrée en fil doré, marque l’appartenance à la famille Montalembert.

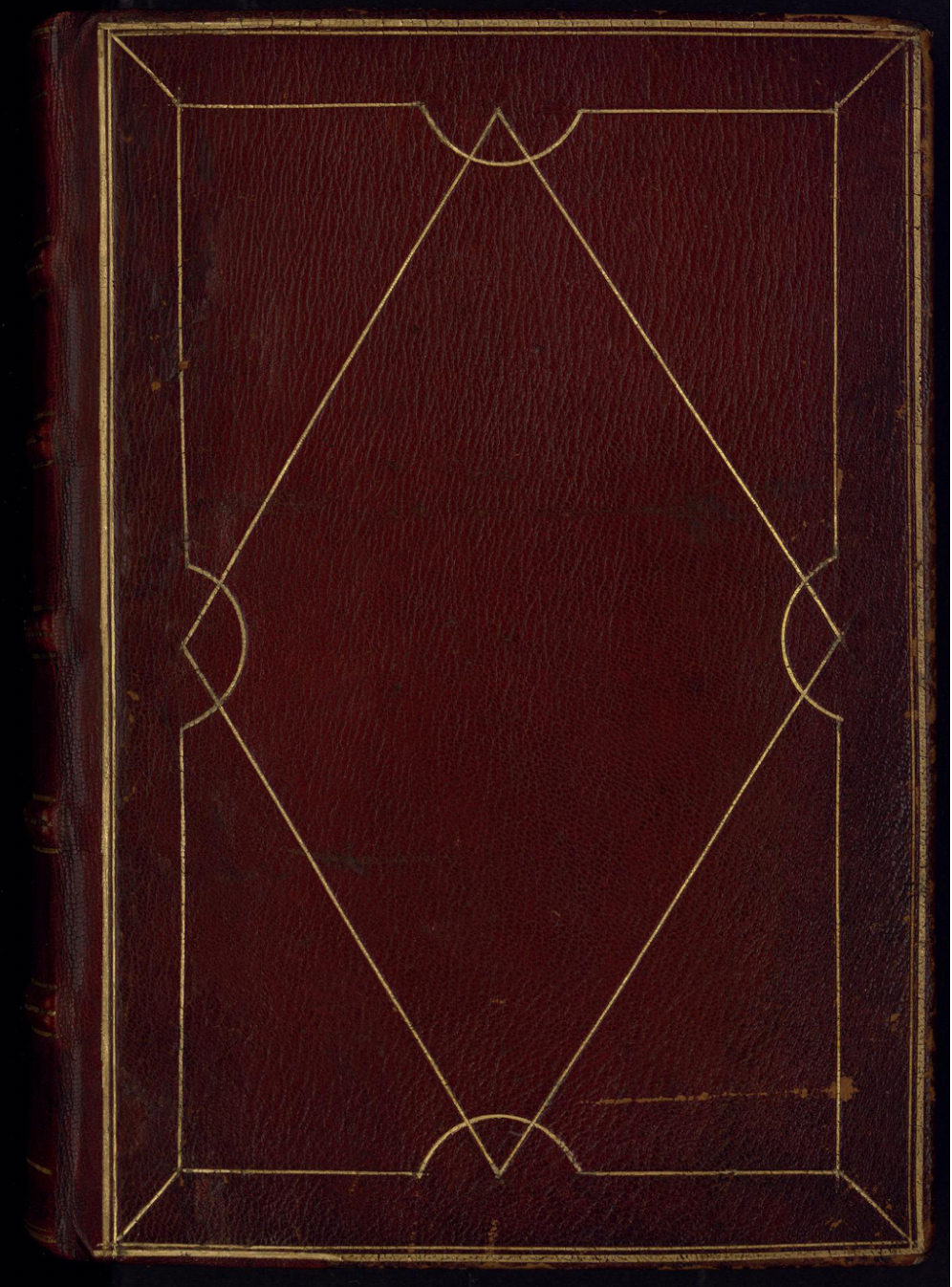
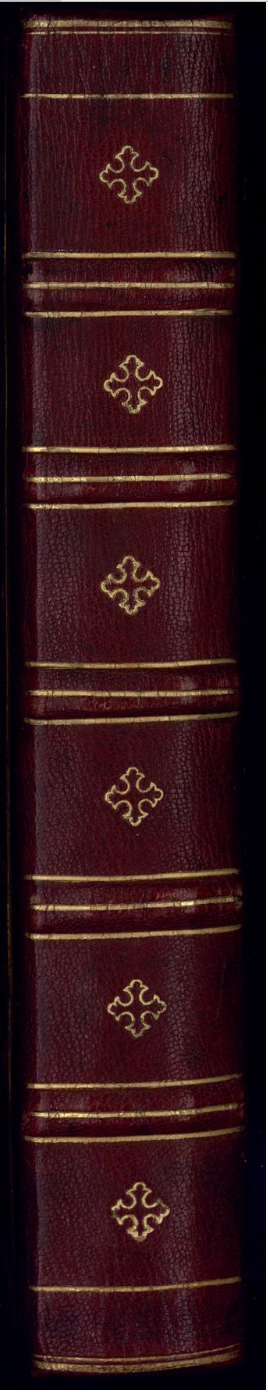
Reliure en maroquin rouge et filets dorés datant du XIXe siècle couvrant les Heures de la famille Berbisey datant du dernier quart du XVe siècle
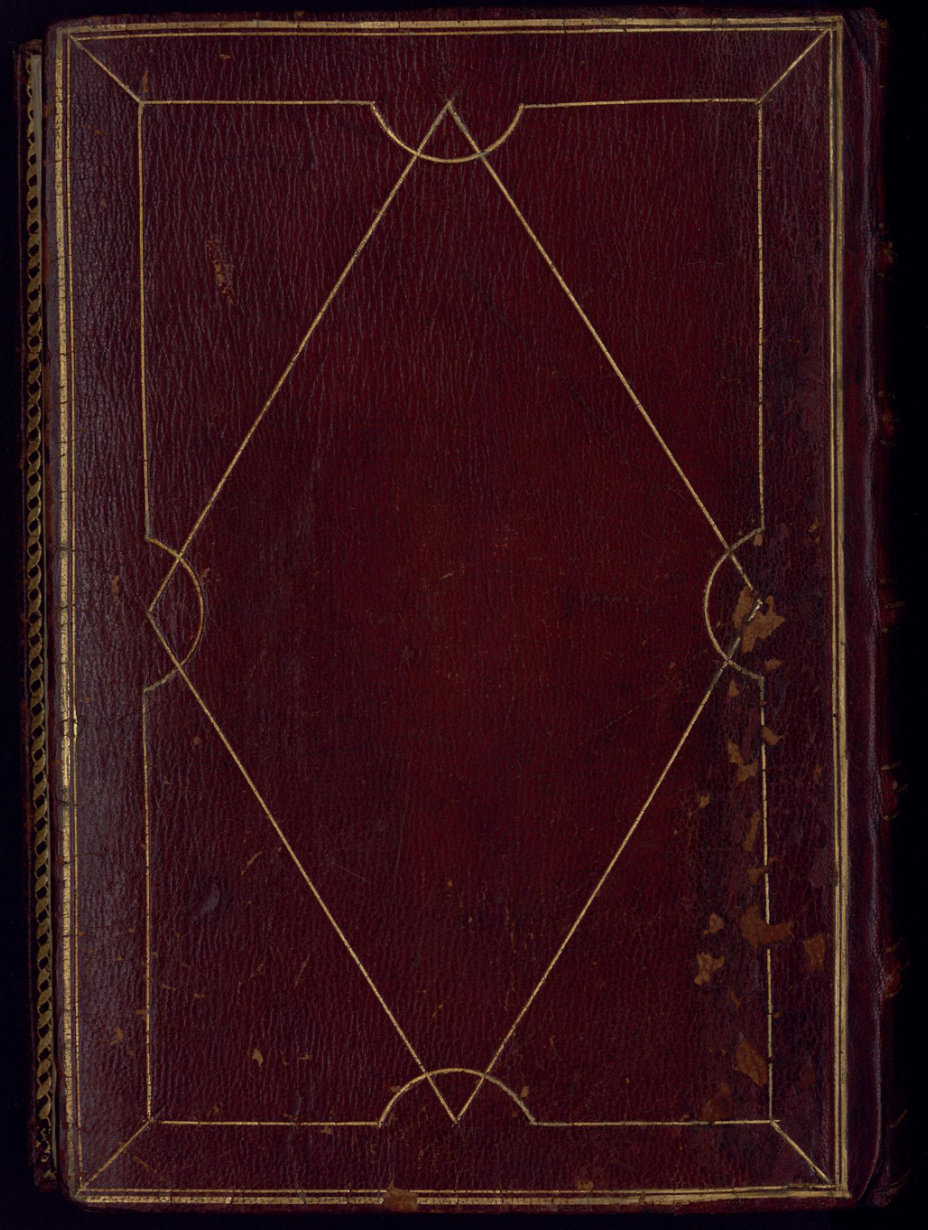

### Guillaume-Charles-Hubert de Henricourt de Grunne

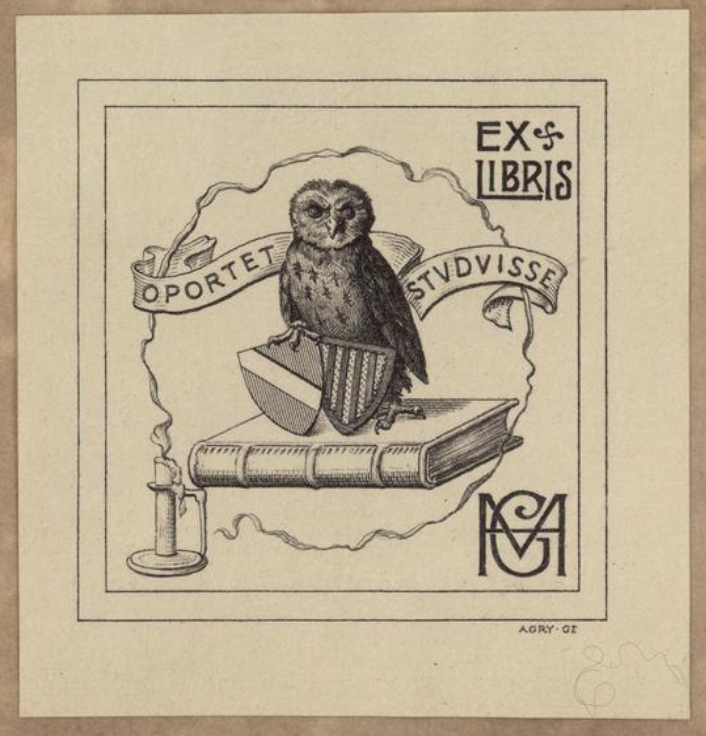
Détail ex-libris de Guillaume-Charles-Hubert de Henricourt de Grunne et Madeleine de Montalembert (contreplat du manuscrit).

Par le jeu des héritages, le manuscrit entre en la possession de Guillaume-Charles-Hubert de Henricourt de Grunne, fils de François comte de Hemricourt de Grunne et de Madeleine de Montalembert, elle-même fille de Charles Forbes, comte de Montalembert. Guillaume-Charles-Hubert de Henricourt de Grunne épouse en 1920 Henriette, comtesse de Mérode. 
Le couple fait apposer un ex-libris gravé collé sur le contreplat reprenant le motif courant de la chouette ou du hibou, symbole de sagesse, posée sur un livre et qui tient dans sa griffe les deux écus des propriétaires ainsi que la devise « oportet studuisse » (il faut avoir étudié) et le monogramme G pour (Grunne) et M pour (Mérode). 
Le volume contient une lettre d'André Butineau concernant le manuscrit qui lui a été adressée en 1942.

### Acquisition pour la bibliothèque municipale de Dijon
Mis en vente par Christie‘s en 2002, le manuscrit est entré dans les collections de la Bibliothèque municipale de Dijon en 2003 par l’acquisition de la ville de Dijon avec le concours du Conseil régional et du ministère de la Culture et de la Communication.
L'acquisition est motivée par l'intérêt du manuscrit au regard de l'histoire locale : il témoigne de l’ascension sociale d’une famille marchande pendant la reprise en mains du duché par Louis XI, mais également de l'activité artistique du Maître des prélats bourguignons. Il s'agit d'un artéfact représentatif de la transition entre le Moyen-Âge et l’époque moderne ainsi que de la transition entre duché et royaume en France.